# Список выпускников Александровского лицея
В этом списке собраны сведения о выпускниках Александровского лицея. Информация дана по годам выпуска и содержит краткие сведения о выпускниках. 6 сентября 1843 года Царскосельский лицей (сведения о его выпускниках — см. в списке выпускников Царскосельского лицея) переехал в Санкт-Петербург и по указу Николая I стал именоваться Императорским Александровским; первый выпуск Александровского лицея стал XIII-м со времени основания. Списки выпусков с XIII по XXIV приведены в порядке успешности выпускников, последующие — в алфавитном порядке.

## 1844-й (XIII)
1. Бибиков, Пётр Сергеевич (? — август 1882) — действительный статский советник, инспектор классов 4-й Московской гимназии, директор Калужской гимназии, умер в имении Зайцево Тульской губернии.
2. князь Лобанов-Ростовский, Алексей Борисович (1824—1896) — русский дипломат, министр иностранных дел Российской империи.
3. Есаков, Евгений Семёнович (27.09.1825—17.03.1872) — служил в IV отделении Собственной Его Императорского Величества канцелярии; был арестован по делу Петрашевского, но вновь вернулся на прежнюю службу; состоял секретарем при великой княгине Елене Павловне; умер от чахотки.
4. князь Ширинский-Шихматов, Валериан Платонович (? — 1886) — тайный советник, служил в Министерстве народного просвещения; сын П. А. Ширинского-Шихматова.
5. Штевен, Алексей Христианович (? — 1877[1]) — действительный статский советник, служил во II отделении Собственной Его Императорского Величества канцелярии.
6. Андреевский, Николай Ефимович (1822—1889) — тайный советник, Пермский (1870—1878), Костромской (1878—1884) и Казанский (1884—1889) губернатор.
7. Величко, Иван Николаевич — председатель Прилукской межевой комиссии
8. Риземан, Юлий Христофорович
9. Набоков, Иван Иванович — виленский вице-губернатор (1857—1863), управляющий Псковской казённой палатой (1870), действительный статский советник, умер в Штутгарте 13 февраля 1882 года.
10. Бибиков, Александр Васильевич
11. Швахгейм, Дмитрий Константинович — тайный советник, директор правления Общества Ивангородо-Домбровской железной дороги.
12. Палтов, Николай Ильич (?—1897) — действительный статский советник, член совета министра финансов.
13. Засядко, Дмитрий Александрович
14. Калашников, Владимир Иванович — служил в коммисариатском департаменте военного ведомства
15. Колтовской, Владимир Николаевич — действительный статский советник, состоял при кодофикационной комиссии; умер 14 февраля 1870 года.
16. Авенариус, Александр Петрович (?—1850)
17. Салтыков-Щедрин, Михаил Евграфович(1826—1889) — русский писатель, рязанский и тверской вице-губернатор.
18. Ахшарумов, Владимир Дмитриевич (1824—1911) — русский поэт и общественный деятель.
19. граф Бобринский, Алексей Павлович (1826—1894) — генерал-лейтенант, член Государственного совета.
20. Попов, Александр Николаевич
21. граф Орлов-Денисов, Михаил Васильевич — действительный статский советник, помощник статс-секретаря в Государственном совете.
22. князь Любомирский, Владимир (Владислав[2]) Евгеньевич (?—1882) — Оршанский уездный предводитель дворянства.

## 1845-й (XIV)
1. Гаевский, Николай Семёнович (13.07.1827—28.12.1891)[3] — тайный советник
2. Миллер, Николай Александрович (?—1870)
3. Ламанский, Евгений Иванович — государственный деятель и финансист
4. Козлов, Николай Всеволодович (?—1907) — директор московской конторы Государственного банка
5. Чириков, Сергей Сергеевич — чиновник особых поручений при главном управлении почт и телеграфов; действительный статский советник
6. Перфильев, Василий Степанович — тайный советник, московский губернатор
7. Протасьев, Евгений Андреевич
8. Гаевский, Виктор Павлович — критик, историк литературы
9. князь Любомирский, Евгений Евгеньевич
10. Кутузов, Владимир Николаевич (?—1862)
11. Чарномский, Николай Николаевич[4]
12. Лобри, Александр Петрович
13. Нелюбин, Александр Александрович
14. князь Любомирский, Иван Евгеньевич
15. Лашкевич, Василий Васильевич
16. Поггенполь, Юрий Николаевич (1827—1891) — тайный советник, путешественник и почтово-телеграфный деятель
17. Вердеревский, Евграф Алексеевич (1825—?) — писатель, мировой посредник Подольского уезда Московской губернии
18. Акатов, Михаил Львович (?—1867)
19. Анненков, Николай Иванович — управляющий Орловской казённой палатой; умер в Орловской губернии 18 декабря 1896 года

## 1847-й (XV)
1. Богданов, Виктор Арсеньевич — служил в IV отделении Собственной Его Императорского Величества канцелярии
2. Отт, Оскар Фёдорович (1828—1883) — новгородский вице-губернатор, управляющий Гродненской казённой палатой
3. Николаев, Иван Никитич (11.11.1827—10.10.1905) — тайный советник, сенатор
4. Риттих, Роман Фёдорович — статский советник, почётный мировой судья Ливенского уезда
5. Рахманинов, Николай Григорьевич — камер-юнкер
6. Безобразов, Владимир Павлович — экономист, академик Санкт-Петербургской академии наук
7. Кашкин, Николай Сергеевич — действительный статский советник, товарищ председателя калужского окружного суда
8. Трубников, Владимир Васильевич — тайный советник; умер 21 февраля 1878 года
9. барон Велио, Николай Осипович
10. барон Велио, Иван Осипович — действительный тайный советник, директор почтового департамента, сенатор, член Государственного совета
11. Коковцев, Николай Николаевич (?—1898) — служил в министерстве иностранных дел
12. Струве, Бернгард Васильевич — губернатор астраханский, затем пермский
13. Шидловский, Илиодор Иванович (1827—1904) — тайный советник, воронежский губернский предводитель дворянства
14. Бурмейстер, Михаил Фёдорович (1827—1871) — тайный советник, директор Канцелярии государственного контроля
15. Европеус, Александр Иванович — петрашевец[5]
16. Георгиевский, Пётр Петрович — начальник архива инспекторского департамента военного ведомства
17. Мягков, Василий Васильевич
18. барон Кампенгаузен, Леопольд (Леонид?) Христофорович
19. Каншин, Дмитрий Васильевич — автор «Энциклопедии питания»; привлекался по Процессу 32-х.
20. Рерберг, Фёдор Фёдорович (?—1905) — тайный советник, сын Ф. И. Рерберга
21. князь Друцкой-Соколинский-Ромейко-Гурко, Пётр Петрович — почётный мировой судья Смоленского уезда; умер в имении Духовщина в 1892 году
22. князь Лобанов-Ростовский, Яков Борисович
23. Зверев, Сергей Васильевич
24. Жедринский, Александр Николаевич — курский губернатор; умер в Орле 4 декабря 1892 года
25. Хлебников, Дмитрий Андреевич
26. Пенский, Сергей Васильевич (1828—1907)
27. Кочетов, Борис Иоакимович (?—1862)
28. Зубков, Иван Абрамович

## 1848-й (XVI)
1. Лилиенфельд-Тоаль, Павел Фёдорович — социолог-органицист
2. Ратицев, Александр Петрович
3. Мягков, Николай Дмитриевич (?—1884) — тайный советник, сенатор
4. Викулин, Иван Владимирович — служил в морском министерстве
5. Стремоухов,Пётр Дмитриевич — тайный советник; был членом советов министра внутренних дел и Главного управления по делам печати; нижегородский губернский предводитель дворянства
6. Хлопов, Андрей Александрович
7. Биппен, Николай Николаевич — астраханский губернатор, тайный советник, сенатор.
8. Велецкий, Феофан Павлович — действительный статский советник, чиновник особых поручений при министерстве внутренних дел; умер в Санкт-Петербурге 13 декабря 1898 года
9. Шабельский, Помпей Катонович (?—1896) — действительный статский советник, служил в министерстве иностранных дел
10. Бауер, Константин Васильевич — действительный статский советник, управляющий канцелярии департамента таможенных сборов; умер 17 октября 1891 года
11. Вельяминов-Зернов, Фёдор Владимирович
12. Пенский Георгий Васильевич — служил в министерстве иностранных дел; умер в 1849 году, в Дорогобужском уезде
13. Брещинский, Платон Васильевич (?—1888) — статский советник
14. Студзинский, Леонид Викентьевич (?—1893)
15. Бороздин, Модест Алексеевич
16. Оболенский, Николай Андреевич
17. Альховский, Пётр Петрович
18. Барышников, Николай Иванович
19. Кирилин, Александр Николаевич ?—1883) — тайный советник, член военно-кодификационного комитета
20. Терентьев, Лев Михайлович — статский советник, директор карточной фабрики; умер в Новгороде 4 декабря 1898 года
21. Андреев, Афанасий Фёдорович
22. Сатин, Николай Васильевич
23. Олсуфьев, Владимир Александрович
24. барон Розен, Герман Оттонович — тайный советник, сенатор; умер в имении Шлосс-Этц 18 декабря 1884 года
25. Талызин, Дмитрий Матвеевич

## 1850-й (XVII)
1. Винберг, Георгий Фёдорович — тайный советник, учредитель акционерного общества Ряжско-Вяземской железной дороги, брат(?) В. Ф. Винберга
2. Буйницкий, Степан Нестерович — переехал на жительство в США, где и умер (в Вашингтоне, в апреле 1903)
3. Шамшин, Павел Иванович
4. Буш, Леонид Васильевич — действительный статский советник; был членом Полтавского окружного суда
5. Чириков, Владимир Сергеевич
6. Ребиндер, Николай Алексеевич
7. Шульц, Павел Антонович
8. Поливанов, Константин Иванович
9. Кирилин, Михаил Иванович (?—1855)
10. Аничков, Николай Николаевич (?—1893) — действительный статский советник, порховский предводитель дворянства
11. Сафонов, Павел Константинович
12. Вельяминов-Зернов, Владимир Владимирович — тайный советник, востоковед, почётный член Петербургской академии наук.
13. Коковцев, Дмитрий Николаевич — служил в почтовом ведомстве
14. Волчков, Николай Петрович
15. барон Медем, Михаил Николаевич (1831—1902) — действительный тайный советник, сенатор, почётный мировой судья Шлиссельбургского уезда
16. граф Кушелев-Безбородко, Григорий Александрович — издатель и меценат
17. Беклемишев, Фёдор Андреевич — харьковский вице-губернатор
18. Лермонтов, Геннадий Васильевич — гласный С-Петербургской городской думы
19. Траверсе, Николай Александрович
20. Синицын, Александр Петрович
21. Свечин, Пётр Александрович
22. Ненарокомов, Фёдор Николаевич
23. Кошкаров, Дмитрий Николаевич
24. князь Друцкий-Соколинский, Александр Владимирович — киевский вице-губернатор
25. князь Друцкий-Соколинский, Дмитрий Владимирович — почётный мировой судья Мокшанского уезда
26. Броневский, Дмитрий Дмитриевич
27. Дурасов, Александр Фёдорович — камергер, действительный статский советник
28. Плаутин, Платон Сергеевич
29. Гаврилов, Александр Фёдорович

## 1851-й (XVIII)
1. граф Сольский, Дмитрий Мартынович — действительный тайный советник 1-го класса (с 12 мая 1906 года)
2. Тимрот, Георг (Егор) Александрович (04.12.1831 — 28.07.1908) — председатель Ярославской губернской земской управы (1866—1868)
3. Бартоломей, Александр Фёдорович — офицер[6], церемониймейстер
4. Буйницкий, Алоизий Нестерович — тайный советник
5. Чарнецкий, Степан Матвеевич — камергер, действительный статский советник
6. Аксаков, Александр Николаевич — действительный статский советник; публицист, переводчик, издатель
7. Энгельгардт, Александр Сергеевич — тайный советник, член Совета министерства иностранных дел
8. Энгельгардт, Николай Сергеевич
9. князь Юсупов, Аркадий Афанасьевич
10. барон Корф, Константин Николаевич(1832—1895) — обер-гофмейстер, сын Н. И. Корфа
11. Хитрово, Николай Александрович (1830—1870) — чиновник особых поручений при генерал-губернаторе Восточной Сибири Н. Н. Муравьёве, сын А. Н. Хитрово
12. Лаппа, Доминик Александрович
13. князь Шаховской, Александр Валентинович — гофмейстер, тайный советник, почётный мировой судья Волоколамского уезда[7]
14. Лерхе, Густав Густавович
15. Лерхе, Рудольф Густавович
16. Давыдов, Михаил Львович
17. Миллер, Борис Александрович (17.10.1827 — не ранее 1897) — тайный советник, член московской судебной палаты
18. Мейер, Иван Карлович — почётный мировой судья Новоржевского уезда
19. Стремоухов, Николай Николаевич
20. Протасьев, Евлампий Иванович
21. Олсуфьев, Василий Александрович
22. Сержпутовский, Антон Адамович — камергер, действительный статский советник; генеральный консул в Неаполе
23. Боровков, Александр Александрович — тайный советник
24. Зейфорт, Пётр Карлович
25. Карташевский, Василий Григорьевич[8]

## 1853-й (XIX)
1. Стрижевский, Александр Львович — камергер, действительный статский советник; правитель дел Санкт-Петербургского совета детских приютов
2. Борщов, Григорий Григорьевич
3. Борщов, Илья Григорьевич
4. барон Штакельберг, Александр Фёдорович[9] — тайный советник, сенатор
5. Серно-Соловьевич, Николай Александрович
6. Сазонов, Михаил Николаевич (?—1903) — тайный советник, сенатор
7. Тулубьев, Дмитрий Алексеевич[10]
8. Семёнов, Фёдор Алексеевич (?—1873) — Серпуховской уездный предводитель дворянства
9. Малевинский, Дмитрий Яковлевич (?—1903) — член тамбовского окружного суда
10. Миллер, Евгений Александрович (?—1891) — камергер, советник Придворной конторы
11. Митьков, Михаил Платонович — тайный советник
12. Анненков, Фёдор Александрович
13. барон Врангель, Александр Егорович (1833—1915) — действительный тайный советник, дипломат
14. Висковатов, Василий Александрович
15. Жадовский, Александр Всеволодович
16. Львов, Фёдор Ильич — ковенский вице-губернатор
17. Молоствов, Аркадий Владимирович (? — 1887) — вице-губернатор олонецкий, затем калужский.
18. Сафонович, Иван Валерианович (1833—?) — единственный сын В. И. Сафонович, служивший в Собственной Его Императорского Величества канцелярии.
19. Арцимович, Антон Антонович — действительный тайный советник, сенатор
20. Давыдов, Владимир Львович — племянник (?) П. И. Чайковского; управляющий Самарской казённой палатой[11]
21. Римский-Корсаков, Михаил Владимирович (?—1891) — товарищ прокурора Варшавской судебной палаты
22. Бологовский, Дмитрий Яковлевич
23. Засецкий, Дмитрий Петрович
24. Отт, Николай Фёдорович
25. Бутковский, Григорий Николаевич (?—1888) — цензор иностранной литературы в Москве
26. Щиглев, Николай Романович — брат драматурга, В. Р. Щиглева

## 1854-й (XX)
1. Сабуров, Пётр Александрович — дипломат
2. Кондырев, Владимир Васильевич — почётный мировой судья Козельского уезда
3. Орлов, Иван Николаевич — сенатор, действительный тайный советник
4. Добровольский, Владимир Викентьевич
5. Северцов, Владимир Александрович (?—1895)
6. Бартоломей, Михаил Фёдорович — дипломат
7. Семёнов, Василий Алексеевич (ок. 1836—1916) — тайный советник; владимирский вице-губернатор (1870—1890), затем служил в министерстве просвещения
8. барон Корф, Николай Александрович — педагог и публицист, организатор земских школ
9. Хитрово, Василий Николаевич — тайный советник, основатель и почётный член Императорского Православного Палестинского Общества.
10. Оболенский Александр Андреевич — действительный статский советник; товарищ Герольдмейстера
11. Курнанд, Оскар Иосифович — тайный советник; начальник архива министерства внутренних дел
12. Заборовский, Александр Куприянович
13. Арсеньев, Александр Константинович
14. Бутковский, Илья Николаевич
15. барон Фитингоф-Шель фон, Модест Алексеевич
16. граф Кассини, Артур Павлович — действительный тайный советник, дипломат
17. Смельский, Николай Елеазарович (?—1881) — действительный статский советник
18. Тукмачёв, Владимир Николаевич (?—1905) — тайный советник
19. Каблуков, Платон Петрович (?—1899) — чиновник особых поручений при Туркестанском генерал-губернаторе
20. Отсолиг, Фёдор Фёдорович (?—1877)
21. Прокопович-Антонский, Михаил Дмитриевич (?—1873) — надворный советник, помощник экспедитора Государственной канцелярии. Сын действительного тайного советника Д. М. Прокоповича-Антонского
22. Обручев, Николай Владимирович[12] — генерал-майор
23. барон Менгден, Андрей Евстафьевич — офицер Генерального штаба
24. Война, Михаил Петрович
25. Римский-Корсаков, Николай Владимирович — председатель Каменец-Подольского окружного суда
26. Кривцов, Фёдор Владимирович — тамбовский вице-губернатор
27. Жемчужников, Сергей Лукьянович

## 1856-й (XXI)
1. Шульц, Сергей Антонович
2. Юханцов, Николай Николаевич — тайный советник
3. Бардовский, Александр Васильевич
4. Кобеко, Дмитрий Фомич — действительный тайный советник, библиограф
5. Николаев, Павел Никитич — действительный тайный советник, член Государственного совета, сенатор
6. Пургольд, Александр Николаевич — тайный советник
7. Малиновский, Антон Иванович — член московской судебной палаты
8. Рихтер, Александр Александрович[13] — тайный советник, член Совета министра финансов
9. Карчевский, Пётр Викентьевич — тайный советник; дипломат, генеральный консул в Марселе
10. Иванов, Николай Аполлосович — тайный советник, член Совета министра финансов
11. Слепцов, Александр Александрович — действительный статский советник, член Учёного комитета министерства народного просвещения
12. Бюцов, Евгений Карлович — дипломат
13. Карцов, Андрей Николаевич — дипломат
14. Карнеев, Николай Васильевич
15. Энгельгардт, Сергей Сергеевич
16. Балашев, Антип Дмитриевич
17. Стефан, Александр Густавович — действительный статский советник, член окружного совета Виленского военного округа
18. Шульгин, Виктор Иванович — действительный статский советник
19. Языков, Николай Александрович— действительный статский советник, непременный член Симбирского губернского по крестьянским делам присутствия
20. Языков, Михаил Александрович — действительный статский советник, чиновник особых поручений при министре финансов
21. Пономарёв, Константин Николаевич
22. Зыбин, Ипполит Сергеевич — нижегородский губернский предводитель дворянства, почётный мировой судья Васильсурского уезда
23. Мечников, Иван Ильич — тульский губернский прокурор, прототип героя повести Л. Н. Толстого «Смерть Ивана Ильича»(?)
24. Серапин Пётр Фёдорович
25. Гурьев, Дмитрий Николаевич — тайный советник, управляющий Императорскими Фарфоровыми и Стеклянными заводами
26. Рихтер, Андрей Александрович
27. Киреевский, Василий Иванович — прапорщик лейб-Гвардии Измайловского полка

## 1857-й (XXII)
1. Раевский, Сергей Николаевич — действительный статский советник, товарищ обер-прокурора гражданского кассационного департамента Правительствующего сената
2. Рихтер, Владимир Александрович
3. Шамшин, Иван Иванович — действительный тайный советник, сенатор, член Государственного совета
4. Гаврилов, Михаил Ильич — действительный статский советник, старший директор Государственной комиссии погашения долгов
5. Серно-Соловьевич, Александр Александрович — революционер; осуждён по «процессу 32-х»
6. Соколовский, Александр Лукич — действительный статский советник, член комитета Пушкинского лицейского общества
7. Долгово-Сабуров, Николай Павлович — тайный советник, сенатор
8. Сабуров, Андрей Александрович — министр народного просвещения, член Государственного совета.
9. Аксаков, Сергей Аркадьевич
10. Аксаков, Николай Аркадьевич
11. Коковцев, Сергей Николаевич
12. Новосильцов, Иван Евграфович — член Харьковской судебной палаты
13. Глинка, Николай Дмитриевич — камергер, дипломат, 1-й муж В. И. Икскуль фон Гильденбанд
14. Висковатов, Константин Александрович (?—1906) — управляющий архивом Государственного совета
15. Паттон-Фонтон де Веррайон, Иван Петрович — чиновник особых поручений при Бессарабском военном губернаторе, председатель Екатеринославского окружного суда
16. Жадовский, Валерий Всеволодович — тайный советник, дипломат
17. Залеский, Болеслав Вильгельмович
18. Ознобишин, Иван Дмитриевич — — действительный статский советник, почётный блюститель Симбирской женской гимназии
19. Николаев, Василий Никитич — директор Санкт-Петербургской ссудной казны
20. барон Гревениц, Александр Александрович (1837—1901) — директор Санкт-петербургского воспитательного дома; отец Н. А. Гревеница
21. Черкесов, Александр Александрович
22. Зверев, Модест Иванович
23. Сабанский, Михаил Фёдорович
24. Никитин, Владимир Васильевич

## 1859-й (XXIII)
1. Шварц, Вячеслав Григорьевич — живописец
2. Веселовский, Павел Петрович — тайный советник, сенатор
3. Каврайский, Василий Семёнович
4. князь Вадбольский, Александр Алексеевич (1838—?) — секретарь консульства в Белграде, сын А. П. Вадбольского
5. Шакеев, Евгений Александрович — чиновник Министерства государственных имуществ
6. барон Стуарт, Дмитрий Фёдорович — генеральный консул в Бухаресте, директор Государственного и Петербургского главного архива Министерства иностранных дел.
7. Смирнов, Александр Михайлович
8. Данзас, Борис Антонович[14] — действительный статский советник, чиновник особых поручений при министре иностранных дел
9. Кнорринг, Фёдор Иванович (1838—1883) — отдельный цензор в Киеве по внутренней цензуре, статский советник
10. Корнилов, Александр Владимирович — капитан 2-го ранга, сын адмирала В. А. Корнилова
11. Тевяшёв, Василий Николаевич
12. Старынкевич, Александр Соломонович — действительный статский советник
13. Зыбин, Николай Сергеевич — нижегородский губернский предводитель дворянства
14. Тарасов, Александр Дмитриевич — камергер, действительный статский советник, помощник статс-секретаря Государственного совета
15. Аносов, Павел Павлович — чиновник особых поручений генерал-губернатора Восточной Сибири.
16. Потулов, Пётр Ипполитович (1841—1912)[15] — тайный советник
17. Павлищев, Пётр Павлович — действительный статский советник, чиновник особых поручений при генерал-губернаторе в Сибири
18. Висковатов, Владимир Александрович
19. барон Корф, Михаил Николаевич — шталмейстер, член Совета министра земледелия и государственных имуществ, почётный мировой судья Петергофского уезда
20. Отсолиг, Александр Фёдорович
21. Лаубе, Александр Николаевич — действительный статский советник, Санкт-Петербургский столичный мировой судья
22. Ермолов, Пётр Александрович
23. Ольхин, Александр Александрович — юрист, поэт.
24. Шульгин, Михаил Иванович
25. Карпов, Полиевкт (Полиен ?) Порфирьевич — статский советник, член Калужского окружного суда
26. Кожуховский, Антон Антонович
27. Завальевский, Михаил Васильевич
28. Сабуров, Николай Александрович (1841—1903), полковник лейб-гвардии гусарского полка, брат П. А. Сабурова
29. Бабин, Иван Иванович — действительный статский советник, пинский уездный предводитель дворянства

## 1860-й (XXIV)
1. Фан-дер-Флит, Николай Фёдорович — почётный мировой судья псковского уезда
2. Сазонов, Александр Николаевич
3. Ольхин, Сергей Александрович — тайный советник (и революционер ?[16]), брат юриста А. А. Ольхина
4. Раевский, Михаил Николаевич — внук героя Наполеоновских войн генерала от кавалерии Н. Н. Раевского
5. Паранович, Андрей Павлович
6. Князев, Дмитрий Валерианович — камергер, действительный статский советник
7. Георгиевский, Николай Петрович — служил в Департаменте внешней торговли, с 1870 года — тургайский вице-губернатор
8. Кочетов, Александр Иоакимович — педагог
9. Шульц, Николай Карлович
10. Борщов, Николай Григорьевич
11. Беренфельд, Павел Павлович
12. Бларамберг, Павел Иванович — композитор
13. Гилейн-фон-Гембиц, Пётр Карлович — сын генерал-майора Карла Осиповича Гилейн-фон-Гембица
14. Рышков, Константин Николаевич
15. Милорадович, Леонид Александрович — российский государственный деятель
16. Соколовский, Пётр Лукич — помощник управляющего московской удельной конторой
17. Арсеньев, Александр Петрович
18. Ивановский, Владислав Игнатьевич
19. Сабуров, Яков Васильевич — тайный советник, сенатор
20. Фус, Владимир Павлович
21. Поццо, Михаил Александрович
22. Баумгартен, Александр Павлович — подольский губернатор
23. Бер, Владимир Борисович — юрист, член Казанской судебной палаты, отец поэта Бориса Владимировича Бер.
24. Ножин, Николай Дмитриевич
25. Мордвинов, Александр Александрович
26. Кологривов, Андрей Александрович
27. Станюкович, Михаил Аристархович
28. князь Волконский, Иван Александрович
29. Бабин, Пётр Иванович

## 1862-й (XXV)
1. Бабкин, Александр Валерьянович
2. Весёлкин, Михаил Михайлович — тайный советник; губернатор Олонецкой, Черниговской, Херсонской губерний
3. Вырубов, Григорий Николаевич — философ
4. Вырубов, Григорий Петрович[17]
5. Дубовицкий, Алексей Николаевич
6. Исленьев-Шостак, Анатолий Львович — черниговский губернатор, тайный советник.
7. Курнанд, Альфонс Осипович — иеромонах Доминиканского ордена; некоторое время был католическим законоучителем в Александровском лицее.
8. Мерц, Николай Фёдорович
9. Небольсин, Александр Григорьевич — тайный советник; председатель постоянной комиссии по техническому и профессиональному образованию при Императорском обществе технического образования
10. Ольхин, Николай Александрович[18]
11. граф Перовский, Алексей Борисович — шталмейстер Высочайшего Двора, сын генерал-адъютанта Б. А. Перовского
12. Персиани, Александр Иванович — тайный советник
13. Персиани, Виктор Иванович — сын действительного тайного советника И. Э. Персиани, брат тайного советника А. И. Персиани
14. Де Роберти, Евгений Валентинович — российский социолог, философ и экономист
15. Сафайлов, Константин Константинович
16. Свиньин, Николай Никитич
17. Смирнов, Фёдор Фёдорович[19]
18. Тарновский, Пётр Александрович
19. Тройницкий, Николай Александрович — государственный деятель и статистик, действительный тайный советник
20. князь Черкасский, Борис Михайлович
21. Шольц, Эмилий Васильевич — действительный тайный советник, сенатор
22. Штер, Пётр Петрович
23. Юрьев, Алексей Никанорович

## 1863-й (XXVI)
1. Веселовский, Алексей Петрович[20]
2. Губер, Виктор Павлович
3. Золотницкий, Николай Петрович
4. Кабат, Иван Иванович — тайный советник, сенатор
5. Кассини, Михаил Павлович
6. барон Корф, Александр Фердинандович[21]
7. Ладыженский, Михаил Александрович
8. Лаппа, Болеслав Александрович
9. Ломоносов, Алексей Михайлович
10. Лонгинов, Аркадий Васильевич — тайный советник, сенатор, историк[22]
11. Любовидский, Евгений Леонардович — действительный статский советник, член Виленской судебной палаты
12. Люце, Михаил Фёдорович — тайный советник, сенатор
13. Мерц, Евгений Фёдорович — действительный статский советник
14. Ниротморцев, Сергей Александрович
15. Политковский, Александр Ростиславович
16. Ромберг, Фёдор Александрович
17. Савельев, Александр Петрович
18. Смирнов, Александр Фёдорович
19. Сомов, Михаил Васильевич
20. Тарновский, Николай Александрович
21. Тройницкий, Григорий Александрович — тайный советник, сенатор
22. Тулубьев, Александр Александрович — тайный советник
23. Штоф, Александр Александрович — тайный советник
24. Юханцев, Михаил Николаевич

## 1865-й (XXVII)
1. Анжу, Иван Петрович
2. Ахочинский, Константин Александрович
3. Баршев, Сергей Сергеевич[23]
4. Богдановский, Владимир Николаевич
5. Бодиско, Константин Александрович
6. Бухарин, Михаил Николаевич — писатель, тайный советник, сын одесского градоначальника Н. И. Бухарина
7. Гернгросс, Николай Андреевич
8. Карышев, Фёдор Александрович
9. Князев, Илья Валерианович
10. барон Корф, Николай Леопольдович — камергер, действительный статский советник, почётный мировой судья Шлиссельбургского уезда
11. Левенгаген, Николай Николаевич
12. Лерхе, Эмилий Густавович
13. Манжос, Александр Алексеевич — камергер, управляющий Варшавской казённой палатой
14. Майнов, Владимир Николаевич — действительный член Русского географического общества
15. Миллер, Иван Николаевич — генерал-майор
16. Минцлов, Рудольф Рудольфович — писатель, юрист
17. Михайлов, Сергей Владимирович
18. Могилатов, Леонид Степанович
19. Наранович, Константин Павлович
20. Небольсин, Иоасаф Петрович — брянский уездный предводитель дворянства
21. барон Нолькен, Евстафий Евстафьевич
22. Римкевич, Виктор Александрович
23. Ротгоф, Николай Павлович
24. Сафонов, Иван Васильевич
25. Скалон, Евстафий Николаевич — эстляндский губернатор.
26. Стремоухов, Пётр Михайлович
27. Урусов, Николай Павлович — писатель 1860-х годов[24].
28. Шипов, Николай Николаевич — член Военного совета, генерал-адъютант

## 1866-й (XXVIII)
1. Бибиков, Иван Аполлонович — тайный советник, член Совета главноуправляющего землеустройством и земледелием
2. Бижеич, Александр Ильич
3. Бодиско, Александр Александрович
4. Весёлкин, Владимир Михайлович
5. Витали, Иван Иванович
6. Вяземский, Леонид Дмитриевич — генерал и государственный деятель
7. граф Голенищев-Кутузов, Александр Васильевич — генерал-адъютант, гофмаршал
8. Давыдов, Алексей Васильевич — товарищ председателя минского окружного суда
9. Денисьев, Иван Сергеевич
10. Долгоруков, Сергей Михайлович
11. Ермолов, Алексей Сергеевич — почётный член Русского географического общества, академик Петербургской Академии наук
12. Кабат, Александр Иванович — тайный советник, член Совета государственного банка, гласный Санкт-Петербургской думы
13. Катенин, Андрей Александрович — камергер
14. Князев, Владимир Валерианович — полтавский губернатор
15. Кобеко, Павел Фомич — член Виленской судебной палаты, брат Д. Ф. Кобеко
16. Кожевников, Лев Андреевич
17. Коковцов, Владимир Николаевич — председатель Совета министров Российской империи (1911—1914)
18. Лаппа-Старженецкий, Александр Павлович — тайный советник, тобольский губернатор
19. Марк, Александр Фёдорович — действительный статский советник
20. Мельгунов, Аркадий Николаевич
21. Мельгунов, Юлий Николаевич
22. Неболсин, Андрей Григорьевич
23. Ознобишин, Константин Александрович
24. Охотников, Владимир Николаевич — действительный тайный советник, член Государственного совета.
25. Панов, Семён Александрович
26. Савенков, Евгений Семёнович — цензор, член Санкт-Петербургского комитета по делам печати (1904—1906)
27. Струговщиков, Николай Степанович(1846—1889) — действительный статский советник, помощник статс-секретаря Государственного совета
28. Тевяшов, Евгений Николаевич — тайный советник, член Совета министра финансов
29. Эйлер, Владимир Николаевич

## 1868-й (XXIX)
1. граф Берг, Александр Евстафьевич — действительный статский советник, чиновник особых поручений при варшавском генерал-губернаторе
2. Биркин, Владимир Сергеевич
3. Биркин, Дмитрий Сергеевич
4. Веселовский, Василий Васильевич — тайный советник, член Горного совета министерства торговли и промышленности
5. Вестман, Александр Владимирович — дипломат, гофмейстер
6. Греч, Николай Алексеевич — действительный статский советник, чиновник особых поручений при министерстве иностранных дел
7. Дедюлин, Николай Александрович — первоприсутствующий сенатор департамента герольдии (1910—1912)[25], тайный советник
8. барон Дельвиг, Дмитрий Николаевич — томский вице-губернатор
9. Загряжский, Иван Иванович
10. Извеков, Владимир Егорович
11. Ильин, Сергей Фёдорович
12. граф Каменский, Сергей Сергеевич — мировой судья княгининского уезда
13. Князев, Валериан Валерианович
14. Кованько, Алексей Алексеевич
15. Козлов, Борис Алексеевич
16. Коковцов, Александр Николаевич
17. Львов, Дмитрий Иванович
18. Масловский, Николай Семёнович
19. Машин, Александр Ростиславович
20. Мухин, Николай Павлович[26]
21. граф Нирод, Александр Николаевич — шталмейстер, управляющий Яновским казённым конским заводом
22. граф Нирод, Максимилиан Евстафьевич — егермейстер, член Государственного совета
23. Норов, Евгений Евгеньевич
24. Ознобишин, Александр Николаевич — камергер, действительный статский советник, раненбургский уездный предводитель дворянства
25. Ознобишин, Николай Николаевич — полковник
26. Остроградский, Алексей Матвеевич
27. Путилов, Сергей Сергеевич — действительный статский советник, почётный мировой судья Раненбургского уезда
28. Симанский, Николай Александрович
29. граф Стенбок-Фермор, Владимир Александрович (? — 1896)
30. Тройницкий, Владимир Александрович — тайный советник, тобольский губернатор
31. Филков, Николай Владимирович
32. Ханыков, Владимир Яковлевич
33. князь Хованский, Юрий Сергеевич
34. Юрьевич, Александр Семёнович

## 1869-й (XXX)
1. Бачманов, Ипполит Петрович
2. граф Берг, Георгий Евстафьевич — генерал-майор
3. Булыгин, Модест Николаевич
4. Гедехен, Александр Адольфович (1849—1934)[27]
5. Гончаров, Владимир Иванович
6. Дашков, Павел Яковлевич — коллекционер
7. Жандр, Николай Андреевич
8. Жедринский, Владимир Александрович
9. Зимин, Александр Валерианович
10. Золотарёв, Фёдор Иванович
11. Ивановский, Константин Игнатьевич
12. Казаринов, Николай Иванович
13. Карцов, Константин Константинович
14. Карцов, Николай Александрович — полковник Кавалергардского полка
15. Карцов, Павел Николаевич — почётный мировой судья
16. Князев, Алексей Валерианович[28]
17. Колбецкий, Владимир Дмитриевич
18. Корнилов, Владимир Владимирович
19. Лазарев, Пётр Михайлович — тайный советник, сенатор, член Государственного совета; шталмейстер
20. Лауниц, Александр Васильевич
21. Люце, Владимир Фёдорович — член Варшавской судебной палаты
22. Матюнин, Николай Гаврилович — тайный советник, дипломат
23. Матюнин, Павел Гаврилович — адвокат, присяжный поверенный, член III Государственной думы
24. Майдель, Андрей Богданович
25. Мельгунов, Алексей Николаевич
26. Микульский, Иосиф Флорентинович
27. Оношкович-Яцына, Василий Феликсович — служил в министерстве финансов, умер 8 января 1895 года; брат действительного тайного советника И. Ф. Оношкович-Яцына
28. барон Розен, Георгий Владимирович
29. Севастьянов, Афанасий Григорьевич
30. Степанов, Александр Петрович
31. Трушинский, Иван Фёдорович
32. Ханыков, Павел Яковлевич — служил в канцелярии калужского губернатора
33. Чебышев, Николай Николаевич (1850—1911)
34. Шпигельберг, Геннадий Гаврилович

## 1871-й (XXXI)
1. Багговут, Фёдор Фёдорович
2. Биркин, Лев Сергеевич — тайный советник, сенатор (с 1912); член совета Госбанка от министерства финансов
3. барон Бистром, Николай Родригович — сын генерала Р. Г. Бистром
4. Веленков, Георгий Георгиевич
5. Висленев, Владимир Никитич
6. Вонлярлярский, Александр Михайлович — гофмейстер, помощник секретаря Государственного совета
7. Вонлярлярский, Владимир Михайлович — крупный новгородский помещик и промышленник
8. Гаффенберг, Гаральд Иванович — плоцкий губернатор
9. Гежелинский, Александр Иванович
10. князь Голицын, Николай Дмитриевич — последний председатель Совета Министров Российской империи; тайный советник
11. Голубев, Валентин Яковлевич — тайный советник, член совета министра финансов, агент министерства финансов в Берлине
12. Долгово-Сабуров, Александр Сергеевич — черниговский и виленский вице-губернатор
13. Ермолов, Александр Сергеевич — 2-й сын генерала С. Н. Ермолова, директор канцелярии министра путей сообщения; тайный советник
14. Александр Александрович Катенин — цензор, член совета главного управления по делам печати; председательствующий в Санкт-Петербургском комитете по делам печати
15. Кнорринг, Владимир Карлович
16. Кобеко, Пётр Фомич
17. Корнилов, Аркадий Петрович — гофмейстер
18. Купчинский, Пётр Филиппович
19. Максимович, Иннокентий Клавдиевич — тайный советник, сенатор
20. Минин, Николай Васильевич
21. Минцлов, Иван Рудольфович
22. Нечаев, Николай Николаевич — управляющий нижегородской казённой палатой
23. барон Нолькен, Владимир Евстафьевич, граф Рейтерн, — член Государственного совета
24. Обухов, Василий Васильевич
25. Подлинев, Иван Павлович
26. Рейнбот, Виктор Фёдорович — действительный статский советник
27. Рудзевич, Михаил Николаевич
28. Семевский, Александр Васильевич
29. Спасовский, Болеслав Никодимович
30. Трофимов, Владимир Александрович
31. Храповицкий, Дмитрий Михайлович
32. Черник, Александр Иванович

## 1872-й (XXXII)
1. Алексеев, Власий(?) Владимирович
2. Алымов, Александр Александрович — тифлисский вице-губернатор
3. Анжу, Николай Петрович
4. Вакар, Василий Модестович — председатель Уманского окружного суда, член Государственной думы Российской Империи IV созыва
5. Васильев, Николай Николаевич (1853 — после 1906) — тайный советник (1905); управляющий Санкт-Петербургской казённой палатой (с 1898)
6. князь Голицын, Александр Петрович — калужский вице-губернатор
7. Гриппенберг, Александр Эдуардович
8. Жедринский, Николай Александрович — гофмейстер
9. Жерве, Борис Карлович
10. Кожевников, Матвей Андреевич
11. Коковцов, Владимир Николаевич — председатель Совета министров Российской империи (1911—1914)
12. Коленко, Владимир Захарович — тайный советник, губернатор ряда губерний.
13. Кудрявский, Александр Христианович (ок. 1851 — после 1917) — камергер, действительный статский советник. Сын посла в Мадриде Христофора Емельяновича Кудрявского (1815—1878).
14. Кузьмин, Василий Васильевич
15. Ладыженский, Фёдор Ильич
16. Львов, Николай Николаевич — шталмейстер
17. Лялин, Василий Сергеевич
18. Оношкович-Яцына, Иосиф Феликсович — действительный статский советник, председатель контрольной комиссии Императорского Человеколюбивого общества, гласный городской думы Санкт-Петербурга
19. Осоргин, Константин Дмитриевич
20. Офросимов, Александр Александрович — калужский губернатор, тайный советник
21. Плеске, Эдуард Дмитриевич — тайный советник; управляющий Государственным банком Российской империи (1894—1903), министр финансов России (1903—1904)
22. Полозов, Николай Михайлович
23. Рейнбот, Николай Фёдорович (1852—?)
24. Сафонов, Василий Ильич — дирижёр, пианист, педагог, директор Московской консерватории
25. Семевский, Евгений Васильевич
26. Сильванский, Константин Степанович
27. Стерлигов, Андрей Фёдорович

## 1874-й (XXXIII)
1. Алексеев, Леонид Павлович
2. Белостоцкий, Владимир Васильевич
3. Вадковский, Василий Фёдорович
4. Гаусман, Платон Карлович[29]
5. барон Гершау-Флотов, Бернард Бернардович — витебский губернатор
6. Ермолов, Дмитрий Фёдорович — гофмейстер
7. Зимин, Михаил Валерианович
8. Игельстром, Густав Викторович — брат А. В. Игельстрома; консул в Сараеве
9. Игнатьев, Владимир Андреевич
10. Лемсон, Пётр Александрович — тайный советник
11. Лихонин, Александр Семёнович
12. Матвеев, Николай Александрович
13. Матвеенко, Николай Григорьевич — главный военно-морской прокурор, действительный тайный советник.
14. барон Менгден, Владимир Карлович
15. Миклашевский, Михаил Ильич
16. Офросимов, Владимир Александрович
17. барон Пален фон, Анатолий Владимирович
18. Саломон, Александр Петрович — в 1900—1908 годах был директором Александровского лицея
19. Сафонов, Александр Степанович
20. Сафонов, Георгий Александрович
21. Стерлигов, Сергей Фёдорович — земский начальник Спасского уезда Рязанской губернии
22. Ушаков, Александр Павлович — был чиновником особых поручений при государственном Контролёре в Париже
23. Шатохин, Пётр Платонович
24. Швенцон фон, Пётр Александрович — чиновник особых поручений при Туркестанском генерал-губернаторе
25. Якобсон, Николай Иванович

## 1875-й (XXXIV)
1. Багговут, Виктор Карлович
2. Баумгартен, Аполлон Александрович — генеральный консул во Франкфурте-на-Майне
3. Бернард, Евгений Александрович
4. Биркин, Григорий Сергеевич
5. Величко, Владимир Иванович
6. Воронец, Александр Васильевич
7. Вуич, Василий Иванович — гофмейстер
8. Гардер фон, Михаил Михайлович — тайный советник, председатель комиссии для пересмотра штата должностей артистической службы
9. Гастфрейнд, Николай Андреевич — литературовед и историк
10. Гнедич, Дмитрий Николаевич
11. Голенищев-Кутузов, Иван Васильевич
12. Евреинов, Николай Николаевич — общественный деятель и политик, член Государственной думы
13. Извольский, Александр Петрович — дипломат, министр иностранных дел (1906—1910)
14. Извольский, Григорий Петрович
15. Ильин, Алексей Алексеевич — нумизмат
16. Кашиц, Иосиф Константинович
17. Клушин, Николай Павлович
18. Ковалевский, Александр Юлианович
19. Кондоиди, Владимир Григорьевич
20. Лизель, Владимир Густавович
21. Лунд, Александр Константинович
22. Лунд, Всеволод Константинович
23. Лялин, Сергей Сергеевич
24. Миквич, Леопольд Гергардович
25. Неклюдов, Пётр Петрович — вице-губернатор ковенский, затем лифляндский
26. Новицкий, Фаддей Михайлович
27. барон Пален фон, Виллиам Александрович
28. Попов, Пётр Петрович
29. барон Розен, Александр Оскарович
30. Савельев, Владимир Петрович
31. граф Стакельберг, Густав Эрнестович — генерал-майор, состоявший при великом князе Владимире Александровиче; был убит 28 февраля 1917 года
32. граф Стенбок-Фермор, Александр Фёдорович
33. Толстой, Михаил Сергеевич
34. Фёдоров, Александр Сергеевич — московский вице-губернатор.
35. Чарыков, Николай Валерьевич — дипломат, действительный статский советник, сенатор, чрезвычайный полномочный посол в Турции.
36. Шатохин, Александр Платонович
37. Штромберг, Анатолий Эрнестович

## 1877-й (XXXV)
1. Бартенев, Николай Михайлович
2. граф Беннигсен, Иосиф Карлович
3. Белюстин, Вячеслав Вячеславович
4. барон Бюлер, Пётр Фёдорович
5. Вадковский, Владимир Фёдорович
6. Велинский, Владимир Владимирович
7. Граве, Николай Платонович
8. Идаров, Сергей Сергеевич
9. Карцов, Юрий Сергеевич — дипломат и публицист.
10. Кауфман, Пётр Михайлович — сенатор (1900), министр народного просвещения (1906—1908)
11. князь Кильдишев, Павел Андреевич — общественный и политический деятель, член Государственной думы
12. Крылов, Евгений Евгеньевич
13. Лемм, Оскар Эдуардович — египтолог
14. Маслов, Николай Петрович
15. барон Майдель, Владимир Петрович
16. Никифоров, Николай Константинович
17. барон Нолькен, Александр Генрихович
18. Остроградский, Михаил Александрович — тайный советник. министр торговли и промышленности (1907—1908)
19. Пономарёв, Пётр Николаевич
20. Рейнбот, Александр Евгеньевич (1858—1918)
21. Рейнбот, Павел Евгеньевич — секретарь Пушкинского лицейского общества, коллекционер. После революции — ученый хранитель Пушкинского дома при Академии наук. По «делу лицеистов» был выслан на Урал на 3 года. В 1927 году вернулся в Ленинград[30].
22. Розеншильд-Паулин, Николай Александрович
23. Сатин, Александр Аркадьевич
24. Слёзкин, Сергей Иванович
25. Смогоржевский, Александр Иванович
26. Спешнев, Евгений Яковлевич
27. Строкин, Николай Алексеевич
28. Стуккей, Эдуард Вениаминович
29. Суковкин, Михаил Акинфиевич — председатель Киевской губернской земской управы, камергер.
30. барон Таубе, Константин Фердинандович — тайный советник, руководитель цифирного комитета министерства иностранных дел
31. Хенцынский, Михаил Филиппович
32. Эрдели, Яков Егорович — минский губернатор, член Государственного совета.
33. Эрдман, Иван Томарович (Адольфович)
34. Якобсон, Владимир Иванович

## 1878-й (XXXVI)
1. Аккерман, Фёдор Эдуардович
2. Бернард, Александр Александрович
3. Бернард, Иван Александрович
4. Буш, Василий Леонидович
5. Вельцын, Павел Александрович
6. Воронец, Дмитрий Васильевич
7. Воронин, Степан Александрович
8. Ган, Сергей Дмитриевич — действительный тайный советник, директор Государственного банка
9. Герценберг, Альфред Эдуардович
10. Грамматчиков, Сергей Александрович
11. Каталей, Василий Иванович
12. Колосовский, Александр Иванович
13. Косаговский, Яков Павлович
14. Красовский, Валериан Антонович
15. Патрик, Пётр Николаевич
16. Пахомов, Николай Петрович
17. Рудановский, Лазарь Яковлевич
18. Решетов, Николай Васильевич
19. Стенбок-Фермор, Иван Васильевич — общественный и государственный деятель, член III Государственной думы, член Государственного Совета
20. Тимашев, Сергей Иванович — министр торговли и промышленности (1909—1915)
21. Трубников, Юрий Владимирович — член Государственного совета
22. Тур, Николай Иванович (р. 1856) — по «делу лицеистов» был приговорен к расстрелу, 29 июня 1925 г. замененному на заключение в концлагерь на 10 лет. Его сестра Мария Николаевна была расстреляна в Смоленске в 1938 г.[31]
23. Урусов, Владимир Михайлович — общественный и государственный деятель, член Государственного Совета
24. Фёдоров, Пётр Дмитриевич
25. Хвостов, Александр Алексеевич — министр юстиции (1915—1916), министр внутренних дел (с 7 июля по 16 сентября 1916), тайный советник, сенатор.
26. Хлюстин, Николай Дмитриевич
27. Храповицкий, Владимир Семёнович — предводитель дворянства Владимирской губернии (1909—1917)
28. Чернолуский, Павел Андреевич
29. Черносвитов, Александр Михайлович — общественный деятель и политик, член IV Государственной думы
30. Шабельский, Николай Помпеевич (1857—1930) — действительный статский советник, в эмиграции во Франции[32]
31. Шидловский, Николай Иллиодорович — русский политический деятель
32. Яневич-Яневский, Александр Константинович — помощник военно-морского прокурора

## 1880-й (XXXVII)
1. Бакеев, Сергей Андреевич
2. Безобразов, Григорий Николаевич
3. Биркин, Пётр Сергеевич (? — 30.08.1907)
4. Врангель, Николай Платонович — дипломат
5. Гагемейстер, Александр Юльевич
6. Гендриков, Александр Степанович
7. Голеновский, Александр Николаевич
8. Деревицкий, Семён Алексеевич — в 1916 году был начальником отделения Казённой палаты Петрозаводского окружного суда в чине статского советника
9. Жедринский, Александр Александрович — вице-директор 2-го департамента Министерства юстиции, управляющий Сенатской типографией, сенатор Временного правительства
10. Кисловский, Владимир Павлович — ярославский вице-губернатор
11. Кондырев, Александр Павлович (2.10.1855—11.02.1900) — окончил лицей с чином 12 класса. Позднее титулярный советник, служил в министерстве внутренних дел. Женат на внучке А. С. Пушкина[33].
12. Малакен, Александр Юльевич
13. Малич, Владимир Георгиевич
14. Миллер, Александр Константинович
15. Отт, Владимир Оскарович (?—1894) — столоначальник департамента торговли и мануфактур министерства финансов; брат Д. О. Отта
16. Раевский, Виктор Алексеевич
17. Ратьков-Рожнов, Александр Геннадиевич — общественный деятель и политик, член IV Государственной думы
18. Роболи, Альфред Андреевич
19. Сементовский-Курилло, Дмитрий Константинович — дипломат
20. Серебряков, Михаил Аполлонович — сын генерала А. А. Серебрякова
21. Стобеус, Владимир Александрович
22. Терне, Андрей Михайлович (1859—1921) — экономист и социолог, автор книги «В царстве Ленина»
23. Шебеко, Игнатий Адальбертович
24. Шидловский, Сергей Илиодорович — русский политический деятель

## 1881-й (XXXVIII)
1. Азанчеев-Азанчевский, Павел Матвеевич — мологский уездный предводитель дворянства
2. Антушевич, Эмилий Иосифович
3. Бутковский, Константин Яковлевич — директор от госконтроля в Правлении общества Рязанско-Уральской железной дороги
4. Вергопуло, Александр Иванович — помощник статс-секретаря Государственного совета
5. Висковатов, Александр Константинович (1862—?) — тайный советник, прокурор Омской судебной палаты (1915)
6. Военский, Константин Адамович — начальник архива министерства народного просвещения
7. Воейков, Сергей Валерианович — член Государственной думы; в эмиграции — директор русской консерватории в Париже
8. Ганзен, Фёдор Карлович — генеральный консул в Генуе
9. Гильшер, Георгий Иванович
10. Голицын, Александр Львович (?—1901) — служил в министерстве иностранных дел
11. Голицын, Дмитрий Петрович — русский государственный деятель, писатель
12. Дабижа, Александр Васильевич (1860—1899) — дипломат; был женат на дочери М. Н. Муравьёва, Софье
13. Жоголев, Фёдор Гаврилович
14. Каншин, Александр Евграфович
15. Каханов, Николай Иванович
16. Козакевич, Павел Михайлович — генеральный консул в Сан-Франциско
17. барон Корф, Николай Иосифович
18. Крамер, Константин Александрович
19. Руадзе, Александр Иванович
20. Сафонов, Константин Павлович
21. Слепцов, Павел Александрович — русский политический деятель
22. Стефанович, Константин Константинович — вице-губернатор тифлисский, затем люблинский
23. Суковкин, Николай Иоасафович — смоленский и киевский губернатор, сенатор
24. Талызин, Леонид Анатольевич
25. Трепов, Владимир Фёдорович — тайный советник, сенатор, член Государственного Совета
26. Череп-Спиридович, Альберт Иванович
27. Шиловский, Клеоник Петрович

## 1883-й (XXXIX)
1. Безобразов, Алексей Васильевич — брат С. В. Безобразова
2. Безобразов, Дмитрий Владимирович — управляющий Тифлисской конторой Государственного банка, камергер
3. Болдырев, Артемий Константинович
4. Беленков, Александр Георгиевич
5. Вейс, Константин Карлович
6. Вилькен, Иван Николаевич
7. Газенвинкель, Александр Георгиевич — дипломат
8. Гамм, Александр Фёдорович — консул в Штеттине
9. Герценберг, Эдуард Эдуардович
10. Горемыкин, Александр Александрович
11. Казнаков, Борис Васильевич — сын тайного советника В. Г. Казнакова
12. Карпов, Владимир Николаевич
13. Колесников, Евгений Евгеньевич
14. барон Корф, Модест Николаевич — советник посольства в Риме
15. Косов, Фёдор Николаевич
16. Лохвицкий, Вадим Александрович
17. Миллер, Павел Иванович — тайный советник, товарищ министра торговли и промышленности (1909—1911).
18. Нератов, Анатолий Анатольевич — дипломат, член Государственного совета, гофмейстер
19. Поземковский, Михаил Фёдорович — помощник статс-секретаря Государственного совета
20. Пядышев, Константин Николаевич — управляющий Челябинским отделением Государственного банка
21. Ростковский, Александр Аркадьевич — консул в Македонии; убит турецким жандармом 26 июля 1903 года[34]
22. Сазонов, Сергей Дмитриевич — Министр иностранных дел Российской империи (1910—1916)
23. Таскин, Сергей Николаевич — вице-губернатор Амурской области
24. Толстой, Алексей Александрович — пензенский вице-губернатор (1910—1917)
25. Фёдоров, Митрофан Сергеевич
26. Шатохин, Борис Платонович

## 1884-й (XL)
1. Бажанов, Георгий Фёдорович
2. Евреинов, Дмитрий Николаевич
3. Иванов, Пётр Алексеевич
4. Коростовец, Иван Яковлевич — русский дипломат, востоковед
5. Мордвинов, Михаил Дмитриевич — вице-губернатор Уральской области (1910—1917)
6. Нарден, Павел Анатольевич
7. Олеша, Эдмунд Цезаревич
8. Трифонов, Павел Николаевич
9. Шипов, Иван Павлович — министр финансов, управляющий Государственным банком Российской империи

## 1885-й (XLI)
1. Бутлер, Фаддей Фаддеевич
2. Грамматчиков, Дмитрий Александрович
3. Зыков, Сергей Сергеевич
4. Иверсен, Ипполит Эмильевич
5. Казнаков, Сергей Николаевич (1863—1930) — искусствовед, действительный статский советник; брат генерала Н. Н. Казнакова
6. Киреевский, Дмитрий Львович — один из лучших ревизоров по податной части Департамента окладных сборов, действительный статский советник
7. барон Кистер, Анатолий Оттонович — генеральный консул в Стокгольме
8. Корвин-Круковский, Сергей Васильевич
9. Купфер, Александр Николаевич
10. Лемтюжников, Сергей Петрович — директор Императорской карточной фабрики
11. Масалитинов, Василий Никанорович (3.02.1860—20.12.1897) — путивльский помещик, владелец поместий в с. Красная Слобода Путивльского уезда Курской губернии (ныне Бурынского района Сумской области Украины и в селе Богданы Лохвицкого уезда Полтавской губернии (ныне Варвинского района Черниговской области Украины)
12. Насилов, Сергей Дорофеевич
13. Осоргин, Сергей Дмитриевич
14. Палажченко, Иван Иванович
15. граф Стенбок-Фермор, Георгий Васильевич
16. князь Урусов, Николай Петрович — русский общественный и государственный деятель

## 1886-й (XLII)
1. Бликс, Георгий Александрович
2. Блохин, Николай Сергеевич — генерал-майор
3. Верёвкин, Николай Николаевич
4. Горемыкин, Владимир Николаевич — товарищ прокурора Тифлисской судебной палаты
5. Губер, Константин Карлович — служил в Императорской публичной библиотеке
6. Извольский, Сергей Дмитриевич
7. Кармин, Владимир Фёдорович
8. Комстадиус, Николай Николаевич — генерал
9. Лихарёв, Валерьян Алексеевич
10. Ловягин, Александр Евграфович — дипломат
11. Макаров, Николай Николаевич
12. Образцов, Александр Павлович
13. Орфенов, Андрей Порфирьевич
14. Остроградский, Василий Александрович — общественный деятель и политик, член III Государственной думы
15. Поклевский-Козелл, Станислав Альфонсович — дипломат
16. Ростиславов, Владимир Николаевич
17. Сольский, Семён Семёнович
18. Хрипунов, Николай Николаевич
19. Шрейер, Иосиф Юльевич
20. Энгман, Алексей Карлович

## 1887-й (XLIII)
1. Витковский, Константин Матвеевич
2. Денисьев, Борис Сергеевич
3. Красовский, Александр Аполлинариевич (1865 — после 1929) — генерал-майор, сын А. К. Красовского. Был арестован по «делу лицеистов», затем освобожден. К 1929 году в эмиграции в Египте.
4. Круг, Владимир Платонович
5. Лилиенфельд-Тоаль, Анатолий Павлович (Анатоль Шарль Морис) (1865—1931) — камергер, действительный статский советник, пензенский губернатор (1910—1914); после октября 1917 года — в эмиграции, преподавал русский язык в Кильском университете (Германия).
6. Мейен, Виктор Генрихович
7. Мейер, Александр Николаевич
8. Новосильцов, Сергей Иванович
9. Перетц, Александр Егорович (?—1889)
10. Прантц, Сергей Густавович
11. Стобеус, Николай Викторович
12. Страховский, Иван Михайлович — вятский и тифлисский губернатор
13. барон Таубе, Гергард Фёдорович — камергер, действительный статский советник
14. Утин, Сергей Яковлевич — прокурор Новочеркасской судебной палаты, сенатор.
15. Чебышев, Александр Александрович (1866—1917) — литературовед.
16. Шмидт, Яков Константинович
17. Штанге, Карл Адольфович

## 1888-й (XLIV)
1. Броневский, Аркадий Николаевич (1868 — до 30 октября 1943, Франция) — дипломат
2. Вуич, Георгий Иванович — управляющий Петербургской конторой Императорских театров
3. Кожин, Николай Николаевич
4. Копец, Николай Александрович
5. Левестам, Борис Николаевич
6. Лычков, Иван Николаевич
7. Осипов, Андрей Андреевич
8. Риттих, Александр Александрович — последний министр земледелия Российской империи
9. Смирнов, Дмитрий Сергеевич
10. Смирнов, Михаил Сергеевич
11. Таскин, Александр Николаевич
12. Томашевский, Иван Леонтьевич — прокурор Ревельского окружного суда
13. Стефанович, Сергей Константинович
14. Страхов, Ипполит Сергеевич

## 1889-й (XLV)
1. Быков, Михаил Александрович
2. Белавенец, Платон Иванович
3. Вознесенский, Владимир Иванович
4. Головин, Михаил Николаевич — действительный статский советник, помощник статс-секретаря в Государственном совете.
5. Кашкин, Николай Николаевич (1869—1909) — генеалог
6. Кобеко, Дмитрий Дмитриевич — смоленский губернатор (1913—1915)
7. Княжевич, Александр Антонинович — чиновник особых поручений при московском генерал-губернаторе, старший брат Н. А. Княжевича
8. Корбе, Сергей Константинович — был товарищем председателя комитета Царскосельского Отдела «Союза 17 октября»[35]
9. Корсаков, Семён Сергеевич
10. Крупенский, Василий Николаевич — дипломат
11. граф Кутайсов, Александр Павлович — волынский губернатор
12. Михайлов, Сергей Дмитриевич
13. Ознобишин, Дмитрий Иванович — полковник; адъютант герцога Георгия Максимилиановича Лейхтенбергского
14. Пушкин, Григорий Александрович — штабс-капитан лейб-гвардии 2-го стрелкового батальона
15. Пфаффиус, Андрей Евгеньевич (1868—1937) — был членом Совета министра народного просвещения. Остался в СССР, репрессирован, расстрелян в 1937 году[36].
16. Секлюцкий, Казимир Владиславович
17. Сергиевский, Александр Николаевич
18. Страховский, Михаил Михайлович
19. Тевяшев, Павел Михайлович
20. барон Тизенгаузен, Максимилиан Германович — был воспитателем в Александровском лицее
21. Фуфаевский, Михаил Михайлович
22. Шанявский, Мечислав Иосифович (1870—?) — был причислен к министерству народного просвещения[37]

## 1890-й (XLVI)
1. Безак, Николай Николаевич (1867—1918) — помощник статс-секретаря Государственного совета, камергер; брат Ф. Н. Безака
2. Берг, Лев Петрович
3. Борщов, Александр Михайлович
4. Бутовский, Дмитрий Петрович
5. Винберг, Фёдор Викторович — полковник, шталмейстер Высочайшего Двора, участник Белого движения
6. барон Врангель, Николай Александрович — генерал, адъютант Великого князя Михаила Александровича
7. Вуич, Александр Иванович (1868—1929) — действительный статский советник и камергер, брат Г. И. Вуича, в эмиграции во Франции
8. князь Голицын, Сергей Павлович (1864—1898)[38]
9. Гольмстрем, Владимир Александрович — действительный статский советник; публицист, сотрудничавший в «Санкт-Петербургских новостях», редактор «Дальневосточных новостей»; с 1913 года — заведующий иностранным отделом Главного управления по делам печати; по некоторым данным — внебрачный сын В. К. Плеве
10. Демидов, Елим Павлович — дипломат
11. Лерхе, Герман Германович
12. Попов, Аполлинарий Андреевич
13. Рембелинский, Дмитрий Александрович
14. Сухотин, Павел Михайлович
15. Успенский, Пётр Леонидович
16. Филимонов, Александр Владимирович
17. Фуллон, Александр Иванович — плоцкий губернатор
18. Шелькинг, Николай Николаевич — действительный статский советник, секретарь председателя совета министров И. Л. Горемыкина
19. Шереметев, Сергей Борисович
20. Шмидт, Гаральд Рудольфович (1867—?[39]) — член Рязанской учёной архивной комиссии[40]

## 1891-й (XLVII)
1. Агренев, Дмитрий Дмитриевич
2. Андреев, Николай Николаевич
3. Баралевский, Василий Михайлович — автор книги «Восточные окраины Русского Царства» (1904)
4. Бекман, Сергей Николаевич (1869—1934) — до поступления в лицей окончил гимназию Гуревича. По делу лицеистов был сослан в Симбирск, затем — в Бердянск[41].
5. Булатович, Александр Ксаверьевич
6. Воронов, Александр Александрович
7. Зелёной, Александр Ильич
8. Княжевич, Николай Антонинович — генерал, последний Таврический губернатор
9. Круг, Сергей Платонович — был воспитателем в Александровском лицее
10. Лилиенфельд-Тоаль, Георгий Павлович (1870 — ок. 1929) — действительный статский советник, царёвский уездный предводитель дворянства (Астраханская губерния)
11. Мечников, Илья Иванович
12. Молоствов, Юрий Владимирович — товарищ прокурора Владивостокского окружного суда
13. Мусин-Пушкин, Владимир Алексеевич — общественный и государственный деятель, член Государственного Совета
14. Паттон, Александр Иванович
15. Пейкер, Константин Константинович (?—1896)
16. Повержо, Александр Александрович — действительный статский советник в звании камергера, инспектор Александровского лицея
17. Розалион-Сошальский, Владимир Евгеньевич
18. Савинский, Николай Александрович
19. барон Стуарт, Георгий Александрович — действительный статский советник, член совета Крестьянского поземельного банка; сын А. Ф. Стуарта
20. граф Толстой, Александр Александрович (1869—1939) — Первый секретарь канцелярии министерства (с 1912), чиновник особых поручений при министре иностранных дел (с 1916), член Совета министра иностранных дел[42]
21. Устинов, Сергей Сергеевич
22. Хрипунов, Степан Степанович
23. Яхонтов, Павел Николаевич

## 1892-й (XLVIII)
1. Богданович, Николай Евгеньевич — государственный деятель
2. Винберг, Георгий Фёдорович — цензор
3. Гижицкий, Александр Степанович — член III и IV Государственных дум
4. Гиллейн-фон-Гембиц, Михаил Петрович
5. Гук, Владимир Иванович
6. Звегинцов, Владимир Иванович — шталмейстер, статс-секретарь, член Главного управления государственного коннозаводства[43]
7. Княжевич, Владимир Антонинович — феодосийский уездный предводитель дворянства, брат Н. А. Княжевича
8. барон Корф, Михаил Александрович
9. барон Коскуль, Фёдор Фёдорович
10. Крупенский, Георгий Дмитриевич — старший брат Александра и Николая Крупенских
11. Лаговский, Владимир Алексеевич
12. Макеев, Александр Николаевич
13. Метцлер, Роберт Адольфофвич
14. Михайлов, Кесарь Алексеевич
15. Мотовилов, Павел Иванович[44]
16. Муравьёв, Николай Владимирович
17. Нератов, Алексей Анатольевич — был воспитателем в Александровском лицее
18. Павлов, Александр Александрович
19. Петлин, Владимир Николаевич
20. Шидловский, Николай Константинович
21. Шлейфер, Георгий Георгиевич — сын (?) архитектора Г. П. Шлейфера
22. Шольц, Василий Эмильевич
23. Штернгиельм, Георгий Николаевич
24. Шуринов, Константин Константинович
25. Энгельгардт, Александр Александрович — сын (?) А. П. Энгельгардта, почётный мировой судья Смоленского уезда
26. Юханцов, Николай Николаевич
27. Янушковский, Оскар Семёнович

## 1893-й (XLIX)
1. Бойль, Роман Константинович — флигель-адъютант
2. барон Буксгевден, Эдгар Оттонович — сын О. О. Буксгевдена
3. Бурнашев, Александр Николаевич — дипломат
4. Бутович, Николай Иванович
5. Весёлкин, Михаил Михайлович — контр-адмирал Свиты его императорского величества
6. Виноградский, Александр Александрович (1870—1940, Париж) — камергер, действительный статский советник. Состоял помощником статс-секретаря Государственного Совета. В эмиграции жил во Франции[45].
7. барон Врангель, Александр Константинович
8. Гаевский, Николай Дмитриевич
9. Донауров, Александр Михайлович
10. князь Кугушев, Георгий Иванович
11. Лакиер, Марк Александрович
12. Любимов, Сергей Васильевич (1872—1935) — генеалог
13. Малама, Владимир Владимирович — государственный и общественный деятель
14. Новаков, Сергей Иванович
15. Ольхин, Александр Сергеевич — помощник директора Государственного банка, почётный мировой судья Санкт-Петербургского уезда; племянник А. А. Ольхина
16. Оноприенко, Платон Александрович
17. барон Пилар фон Пильхау, Александр Александрович — статский советник в звании камер-юнкера. Служил в хозяйственном комитете и Общего собрания (сверхштатным) Государственного Совета (1910—1914)
18. Ратьков-Рожнов, Ананий Владимирович (1871—1948) — царскосельский уездный предводитель дворянства, камергер.
19. Римский-Корсаков, Владимир Михайлович
20. Свечин, Александр Фёдорович
21. Смирнов, Александр Иванович
22. Соловьёв, Юрий Яковлевич — дипломат, 1-й секретарь русской миссии в Бухаресте
23. барон Стуарт, Владимир Дмитриевич
24. барон Стуарт, Николай Дмитриевич
25. Сухонин, Сергей Сергеевич — редактор-издатель «Вестника всемирной истории»
26. Тилло, Георгий Эдуардович — дипломат, вице-консул в Сан-Ремо; сын генерал-лейтенанта Эдуарда Ивановича Тилло
27. Томашевский, Георгий Леонтьевич — дипломат, консул в Алжире
28. Тон, Константин Константинович
29. Филимонов, Евгений Владимирович
30. Филиппов, Сергей Тертиевич (1871—1921) — действительный статский советник, камергер, корреспондент виднейших русских музыкальных деятелей, почётный мировой судья Богородицкого уезда, гласный Тульского земского собрания; сын (?) Т. И. Филиппова.
31. Хвостов, Алексей Николаевич — губернатор ряда губерний, министр внутренних дел (1915—1916)
32. Черемисинов, Сергей Петрович (1871 — 21 апреля 1963, Ментона) — многолетний секретарь канцелярии Совета министров; в эмиграции жил во Франции[46].
33. фон-Швенцон, Анатолий Антонович

## 1894-й (L)
1. граф де Броэль-Платер, Мариан Адамович — сын обер-гофмейстера графа Адама Степановича де Броэль-Платера
2. Бюцов, Константин Евгеньевич (1873 — 8 июня 1932, Кламар) — камергер, статс-секретарь ближневосточного отдела Министерства иностранных дел. В эмиграции жил во Франции[47]
3. Вейнер, Аркадий Петрович (1875—1965, Гатчина[источник не указан 3000 дней]) — действительный статский советник в Министерстве иностранных дел, консул в Софии и Сан-Франциско, совладелец и управляющий Товарищества Вейнеровских пивоваренных заводов, сын П. П. Вейнера
4. Волков, Михаил Алексеевич
5. Гошкевич, Иосиф Иосифович — почётный мировой судья Виленского округа, сын И. А. Гошкевича
6. Гревениц, Николай Александрович — действительный статский советник, камергер, губернатор херсонский, затем черниговский.
7. Евреинов,Борис Николаевич — дипломат, камер-юнкер, автор книги о Сербии и об осаде дипломатической миссий в Пекине
8. Евреинов, Владимир Дмитриевич — камергер
9. Ермолинский, Георгий Дмитриевич (1871 — после 1929) — капитан лейб-гвардии Преображенского полка в отставке; в эмиграции — в Бессарабии (Хотин)
10. Есипович, Всеволод Яковлевич
11. Лигин, Валериан Валерианович — келецкий губернатор
12. Лорис-Меликов, Иосиф Григорьевич — дипломат, генеральный консул в Сиаме[48]
13. Незабытовский, Иван Адольфович
14. барон Остен-Сакен, Александр Александрович
15. барон Остен-Сакен, Иван Людвигович — камер-юнкер, статский советник, почётный мировой судья Петергофского уезда
16. Панаев, Сергей Павлович (1874—1937) — советник в министерстве земледелия, умер в эмиграции
17. Пусловский, Владислав Францевич (1874—1964) — крупный землевладелец в Минской и Гродненской губерниях[49], почётный мировой судья в Гродненской губернии
18. Смельский, Александр Александрович (1870—1912) — камер-юнкер, внук лейб-медика, директора Медицинского департамента Военного министерства, председателя Петербургского общества русских врачей Елиазара Никитича Смельского; последний владелец усадьбы Василёвка
19. Стенбок-Фермор, Сергей Александрович
20. Шнейдер, Василий Карлович
21. Шредерс, Александр Александрович

## 1895-й (LI)
1. Абаза, Александр Николаевич (1872—1925) — дипломат, консул в Александрии и Мельбурне Справка
2. Аничков, Николай Николаевич
3. Базаров, Сергей Александрович (1873—1918) — был воспитателем и преподавателем немецкой словесности в Александровском лицее. Васильковский уездный предводитель дворянства в 1913—1917 гг., камер-юнкер. Расстрелян большевиками в январе 1918 года в Киеве.
4. Барбот де Марни, Лев Николаевич
5. Булах, Александр Юрьевич (1875—1919) — дипломат, вице-консул[50]
6. Булацель, Сергей Сергеевич (1871—1907)
7. Белозерский, Георгий Иванович — почётный мировой судья Черниговской губернии; был исполняющим должность начальника штаба русского отделения франко-русской базы во Франции — после демобилизации жил в Париже, служил секретарем и заведующим канцелярией в Российском земско-городском комитете (Земгор)[51]
8. Вулих, Борис Захарович (1874—?) — сын инспектора Александровского лицея, педагога-математика З. Б. Вулиха
9. Гальперт, Карл Феликсович
10. Завойко, Василий Степанович — внук адмирала В. С. Завойко
11. Иванов, Сергей Николаевич
12. Караулов, Николай Всеволодович (? — 1954, Ницца).
13. барон фон Клейст, Александр Германович
14. Кондоянаки, Георгий Иванович
15. барон Корф, Лев Константинович (1874—1931) — полковник лейб-гвардии Конного полка; умер в эмиграции в Эстонии.
16. Литвинов, Анатолий Николаевич
17. Маклаков, Александр Георгиевич
18. Миллер, Николай Борисович (1873—1917, Черновцы)
19. Петкевич, Георгий Болеславович (1873—1937) — воронежский губернатор (1914—1915). Расстрелян[52].
20. Петлин, Алексей Николаевич
21. Пущин, Владимир Михайлович — статский советник (1916); секретарь Наместника Е. И. В. на Кавказе (1906—1914), Владимиро-Волынский уездный предводитель дворянства (с 1915)Справка
22. де Роберти, Лев Евгеньевич (1876(?) — 30 июня 1949, Ментона) — уездный член Окружного суда в Ельце, член регионального трибунала Санкт-Петербурга (с 1916); в эмиграции жил в Париже[53]
23. Случевский, Фёдор Измайлович
24. Соваж, Сергей Иванович — генерал-майор, герой Первой мировой войны
25. Соловьёв, Сергей Всеволодович (?—1906)
26. Фёдоров, Александр Александрович — член III Государственной думы
27. Филатов, Нил Михайлович
28. Шипов, Николай Николаевич — генерал-майор
29. Шубин-Поздеев, Сергей Дмитриевич
30. Юрьевич, Сергей Александрович

## 1896-й (LII)
1. Альбрандт, Константин Александрович
2. Анжу, Владимир Иванович (1876—1921, Петроград) — капитан 1-го ранга[54]
3. Арапов, Семён Павлович
4. Арсеньев, Борис Константинович — дипломат
5. Базилевский, Алексей Александрович
6. Веневитинов, Алексей Владимирович[55]
7. Ветчинин, Пётр Александрович
8. Виноградский, Константин Александрович
9. Воронович, Генрих Германович — чиновник особых поручений Министерства финансов
10. барон Врангель, Пётр Георгиевич (1874—?) — капитан 2-го ранга
11. Гибшман, Александр Александрович (1875—?) — брат Е. А. Гибшман; служил присяжным поверенным и присяжным стряпчим Санкт-Петербургской судебной палаты[56]
12. Голубев, Лев Викторович — камергер, общественный деятель, благотворитель
13. Гутовский, Станислав Брониславович
14. Данилевский, Николай Николаевич
15. Ермолов, Алексей Александрович
16. Замен, Конрад Евгеньевич — религиозный деятель русского зарубежья
17. Засецкий, Константин Александрович
18. Катенин, Александр Андреевич
19. Келеповский, Ипполит Ипполитович
20. Кологривов, Григорий Алексеевич
21. Коркунов, Михаил Николаевич
22. барон Корф, Оскар Петрович
23. Крупенский, Александр Дмитриевич — управляющий Петербургской конторой Императорских театров.
24. Крупенский, Дмитрий Дмитриевич
25. Крупенский, Фёдор Дмитриевич — бендерский уездный предводитель дворянства
26. Лебедев, Пётр Михайлович
27. Меркулов, Александр Александрович (1875—1941) — юрист, преподаватель законоведения в Царскосельской гимназии (1914), член Петроградской судебной палаты (1915); репрессирован, расстрелян[57]
28. Миллер, Евгений Борисович
29. Нежинский, Владимир Александрович
30. Ону, Константин Михайлович (1875—1950) — камер-юнкер, дипломат, статский советник; первый секретарь Российской миссии в Гааге (1910—1916), советник посольства в Вашингтоне (1916—1917); в 1919 году состоял дипломатическим канцлером при генерале А. И. Деникине, затем генерале П. Н. Врангеле. В 1920 году эмигрировал, был советником дипломатической миссии в Константинополе[58]
31. Офросимов, Глеб Ефимович
32. Пустошкин, Иван Николаевич — член I Государственной думы от Симбирской губернии.
33. Путилов, Александр Сергеевич (1872—1925), служащий Госбанка, расстрелян 10 июля 1925 г. по «делу лицеистов». Его жена Наталья Михайловна расстреляна в Архангельске в 1938 году[59].
34. Смирнов, Борис Иванович
35. Татищев, Борис Алексеевич (1876—1949) — камергер, дипломат, товарищ министра иностранных дел в правительстве генерала П. Н. Врангеля (1920)
36. князь Трубецкой, Александр Петрович — был воспитателем в Александровском лицее
37. барон Унгерн-Штернберг, Владимир Эдгардович
38. Цур-Мюлен, Герман Гаспарович — дипломат, вице-консул в Гамерфесте
39. Чегодаев-Саконский, Алексей Павлович (1874—1949) —  эриванский и люблинский вице-губернатор, автор книги «На „Алмазе“ (от Либавы через Цусиму — во Владивосток)»,
40. Янсон, Евгений Юльевич

## 1897-й (LIII)
1. Арцишевский, Николай Иванович
2. граф Берг, Эрик Фёдорович (1876—1945, Париж) — действительный статский советник, член хозяйственного департамента Финляндского Сената[60].
3. Брофельдт, Евгений Мортимерович
4. Бурнашев, Сергей Николаевич (1872—?) — чиновник канцелярии Совета министров, камергер. Член Совета Русского собрания.
5. Бутовский, Михаил Петрович
6. барон Врангель, Георгий Михайлович (1876—1918) — сын лифляндского губернатора М. Е. Врангеля, правнук А. П. Ганнибала[61] последний владелец усадьбы Торосово
7. Гершельман, Виктор Викторович — военный советник
8. Громницкий, Иван Петрович
9. Евреинов, Александр Николаевич — католический архиепископ
10. Кастро де, Фарио
11. Купчинов, Иван Порфирьевич — инспектор типографий в Москве (1909—1910)[62]
12. Кюхельбекер, Виктор Михайлович
13. Левенец, Владимир Владимирович
14. Малевинский, Николай Николаевич
15. Миллер, Карл Карлович — служил в министерстве финансов
16. Монтрезор, Артур Владиславович (1873—1938)(?[63]) — депутат Каневского дворянства
17. Мясоедов, Александр Николаевич — дипломат, первый секретарь посольства в Риме, камергер. Общественный деятель русской эмиграции.
18. Протопопов, Евгений Сергеевич — дипломат
19. Северин, Георгий Викторович (1876—1944) — действительный статский советник
20. Семиградов, Сергей Николаевич
21. Соловьёв, Евгений Михайлович
22. Тарасов, Евгений Иванович
23. Фельдман, Амплий Николаевич
24. Чихачёв, Дмитрий Николаевич — общественный деятель и политик, член III и IV Государственных дум
25. барон Шиллинг, Эрнест Оттонович
26. Шольц, Эмилий Эмильевич
27. Юдин, Василий Александрович

## 1898-й (LIV)
1. Амбургер, Иван Густавович
2. Берендс, Эдуард Альфредович (1875—1934) — капитан 1-го ранга, Георгиевский кавалер[64]
3. Бибиков, Михаил Михайлович — воронежский губернатор (дипломат ?[уточнить])
4. Булгаков, Борис Андреевич — смоленский губернатор
5. Вейнер, Пётр Петрович — издатель-редактор журнала «Старые годы» (1907—1916), один из основателей «Музея Старого Петербурга»
6. Веневитинов, Георгий Владимирович[65]
7. Верховский, Владимир Владимирович (1875—1905)
8. Верховский, Николай Владимирович (1877 — ок. 1940) — действительный статский советник, камер-юнкер; начальник отдела Министерства торговли и промышленности (1906—1916)
9. Вишняков, Николай Алексеевич
10. Гудим-Левкович, Павел Михайлович — камер-юнкер, Липовецкий уездный предводитель дворянства; был женат на дочери Ф. Ф. Трепова, Вере Фёдоровне; оставил воспоминания («Русская старина». 1905. Т. 124.)
11. Дуроп, Иван Константинович (?—1941) — сын генерала от инфантерии К. Н. Дуропа; управляющий канцелярией Московского градоначальства (с 1911) и почётный гражданин Москвы. После 1917 года по поручению Ленина возглавил пищевой техникум.
12. Жеванов, Борис Николаевич (1876—1938) — чиновник Государственной канцелярии. По «делу лицеистов» был выслан на 3 года в Соловки. Расстрелян в 1938 году за «антисоветскую агитацию» по приговору тройки при УНКВД Калининской области[66].
13. Зиберт, Бенно Александрович — дипломат, 2-й секретарь посольства в Лондоне; в эмиграции в Германии; автор книги о ситуации в мире перед Первой мировой войной: «Entente diplomacy and the world; matrix of the history of Europe, 1909-14» (англ.)
14. Зноско-Боровский, Александр Александрович — чиновник особых поручений Главного управления землеустройства и земледелия
15. граф Зубов, Александр Платонович (1877—1942) — сын тайного советника П. А. Зубова
16. Кетриц, Валерьян Валерьянович
17. Коркунов, Николай Николаевич (1878—1944) — капитан 2-го ранга; начальник связи Мурманского района Белой армии Северного фронта; в эмиграции в Бельгии[67]]
18. Крейслер, Эрнест Александрович
19. Крупенский, Николай Дмитриевич — член IV Государственной думы от Бессарабской губернии
20. Максимович, Сергей Олимпиевич — русский и советский учёный и изобретатель
21. Мейштович, Эдуард Семёнович
22. Неелов, Дмитрий Александрович
23. князь Оболенский, Сергей Александрович — адъютант московского генерал-губернатора (до 09.09.1914)[68]
24. Полянский, Владимир Васильевич
25. Саблин, Евгений Васильевич — дипломат
26. Сахновский, Александр Николаевич[69]
27. Столпаков, Николай Алексеевич
28. барон Стуарт, Александр Александрович — участник Цусимского сражения, сын А. Ф. Стуарта
29. Тарасов, Трофим Иванович
30. Урусов, Лев Владимирович — дипломат
31. Флиге, Николай Николаевич (1876—1959) — камергер. В эмиграции во Франции; член правления Объединения бывших воспитанников Императорского Александровского лицея. Его стараниями был собран обширный архив лицея; он издал «Исторический очерк Императорского Александровского лицея» (составитель А. Н. Яхонтов, 1936). Знаток фарфора, особенно русского[70]. Жена — дочь В. Н. Коковцева, Ольга[71]
32. Франк, Генрих Викторович
33. барон Штакельберг, Карл Александрович

## 1899-й (LV)
1. Аснаш, Сергей Михайлович (?—1903)[72]
2. Балк, Василий Александрович (1876—1941) — капитан 2-го ранга, Георгиевский кавалер (1904)
3. Валь, Георгий Георгиевич — брат генерала Э. Г. Валь
4. Волоцкой, Николай Михайлович — член II Государственной думы от Вологодской губернии
5. Вощинин, Илья Константинович (1879—1912)[73]
6. князь Вяземский, Владимир Александрович (1877—1930) — старший помощник пристава Государственной думы. В эмиграции во Франции.
7. Горемыкин, Михаил Иванович (1879—1927)[74] — камергер, действительный статский советник, служил в Главном управлении землеустройства и земледелия; в эмиграции — во Франции.
8. князь Друцкий-Любецкий, Франциск
9. Ермолаев, Сергей Петрович — чиновник особых поручений министерства финансов (Лондон, Русско-Китайский банк)
10. Колачевский, Владимир Михайлович
11. Колюбакин, Александр Александрович
12. Лисаневич, Иван Васильевич (1879—?) — богучаровский уездный предводитель дворянства, новгородский вице-губернатор
13. Лодыженский, Иван Николаевич — дипломат, секретарь консульства в Сараево, весной 1923 года был арестован в Петрограде, отправлен в Москву и заключен в Бутырскую тюрьму, в июне 1923 года — приговорен к 3 (?) годам ссылки и в июле выслан в Уфимскую область[75].
14. Лысаковский, Александр Иосифович (1879—1941) — действительный статский советник, дипломат, журналист[76]
15. Львов, Александр Дмитриевич
16. Миклашевский, Илья Михайлович — герой Первой мировой войны, участник Белого движения
17. Никифоров, Александр Константинович
18. Позняков, Виктор Сергеевич
19. Полозов, Александр Александрович
20. Полушкин, Николай Сергеевич
21. Попов, Александр Александрович
22. Пущин, Лаврентий Иванович — общественный деятель и политик, член IV Государственной думы
23. Родзянко, Сергей Николаевич — общественный деятель и политик, член Государственной думы
24. Стишинский, Владимир Александрович — сын А. С. Стишинского
25. Татищев, Никита Алексеевич — адъютант Московского генерал-губернатора, последний московский губернатор; в эмиграции во Франции
26. Тиран, Александр Николаевич
27. Ходкевич, Болеслав Львович — сотрудник Государственной канцелярии[77], корнет лейб-гвардии Конного полка; в эмиграции в Польше
28. князь Черкасский, Николай Николаевич
29. Черняев, Михаил Николаевич
30. Шалимов, Василий Дмитриевич
31. князь Шаховской, Иван Петрович (1878—1936) — сын П. И. Шаховского
32. Шольц, Николай Николаевич
33. Шульман, Роберт Оскарович
34. Эльзингер, Адольф Адольфович
35. Эмме, Константин Густавович (1878 — после 1937) — инженер, изобретатель
36. Яхонтов, Аркадий Николаевич — действительный статский советник, русский педагог, публицист.

## 1900-й(LVI)
1. Базилевский, Сергей Александрович (?—1904)
2. Бржесский, Владимир Францевич
3. Вадковский, Василий Васильевич (1876—1941) — инициатор создания Союза русских дворян в Америке Русские в Северной Америке.
4. Вахрамеев, Пётр Фёдорович
5. Гаугер, Виктор Максимилианович
6. Гмелин, Вильгельм Александрович — участник Первой мировой войны и Белого движения[78]
7. Горяинов, Илья Алексеевич
8. Гревс, Константин Петрович (1880—1942) — в эмиграции во Франции; занимался комиссионной торговлей, открыл фирму «Гревс и К°», был совладельцем казино в Сен-Мало[79]
9. Иванов, Александр Иванович
10. граф Клейнмихель, Николай Владимирович (1877—1918) — Богодуховский уездный предводитель дворянства, Московский вице-губернатор. Расстрелян большевиками.
11. Крупенский, Николай Михайлович (1877 — после 1917) — сын М. Н. Крупенского; хотинский уездный предводитель дворянства; имел ордена Св. Владимира 4-й ст. и Св. Анны 2-й ст.
12. Несслер, Владимир Фёдорович
13. барон Пален, Владимир Анатольевич — сын тайного советника А. В. Палена, брат астронома Э. А. Палена
14. Пашков, Алексей Алексеевич
15. граф Потоцкий, Франциск Константинович
16. Румянцев, Иван Александрович
17. Сабуров, Пётр Петрович
18. граф Сиверс, Эммануил Эммануилович
19. Скаржинский, Иван Людвигович — дипломат[80]
20. Старков, Борис Владимирович — мичман
21. Толстой, Борис Анатольевич
22. Хрипунов, Николай Степанович
23. Шмаков, Евгений Львович — дипломат
24. Шоманский, Борис Антонович — полковник лейб-гвардии Преображенского полка, участник Белого движения; убит 19 ноября 1919 года[81]

## 1901-й (LVII)
1. Анжу, Николай Иванович
2. Анненков, Владимир Фёдорович
3. Астафьев, Николай Анатольевич
4. граф Берг, Фёдор Фёдорович
5. барон Бистром, Фёдор Фёдорович (1876—1933) — состоял при Российском посольстве в Риме; в эмиграции во Франции[82]
6. Бюцов, Борис Евгениевич — советник Департамента личного состава и хозяйственных дел Министерства иностранных дел; штабс-капитан лейб-гвардии Преображенского полка, умер в декабре 1914 г. от ранений, полученных в бою под Краковом; сын Е. А. Бюцова
7. Виктор-Верченко, Сергей Иванович
8. Волков, Николай Алексеевич (1880—1938) — остался в СССР, расстрелян в 1938 году[83].
9. Гарфельд, Алексей Фёдорович — камер-юнкер, статский советник, финансист: в 1916 году был назначен директором Государственного банка; с 1918 года — в эмиграции[84]
10. Гершельман, Дмитрий Фёдорович — статский советник, камер-юнкер, Тверской вице-губернатор; сын Кутаисского губернатора Ф. К. Гершельмана
11. Горяинов, Михаил Сергеевич
12. Граве, Владимир Владимирович (1880—1930) — дипломат, масон ложи Великого Востока Франции[85]
13. Ден, Виктор Эдуардович — Вятский и Киевский вице-губернатор
14. Дориа-Дерналович, Станислав Северинович
15. Журавлёв, Сергей Аркадьевич — дипломат
16. Звегинцов, Дмитрий Иванович (1880—1967) — полковник, участник Первой мировой и Гражданской войн; жена — Мария Ивановна (1883—1943), урождённая княгиня Оболенская[86]. В 1920 году семья эмигрировала в Англию[87].
17. Ионов, Владимир Владимирович
18. Кич, Филипп Павлович (1879—1943) — в разное время состоял почётным мировым судьей и предводителем дворянства многих уездов[88]
19. Коковцев, Александр Александрович
20. Кологривов, Алексей Алексеевич
21. Мартенс, Николай Фёдорович — сын Ф. Ф. Мартенса
22. князь Масальский, Фёдор Сергеевич (1880—1905)[89]
23. Молоствов, Андрей Валерьянович
24. Монтрезор, Анатолий Владиславович
25. Нарышкин, Александр Дмитриевич
26. Невахович, Николай Николаевич
27. Островский, Александр Александрович
28. Полубояринов, Александр Дмитриевич
29. Резон, Василий Августович — отец внучки митрополита Серафима (Чичагова), способствовавшего прославлению в лике святых Серафима Саровского, Варвары Васильевны Чёрной
30. Рощенский, Николай Константинович — по окончании лицея учился в институте путей сообщения
31. Собанский, Игнатий Брониславович
32. Тарновский, Михаил Викторович
33. барон Тизенгаузен, Адельгард-Александр Романович
34. Феодосьев, Сергей Григорьевич (1880—1937) — действительный статский советник, государственный контролер (1916—1917), председатель Государственного экономического совещания в правительстве А. В. Колчака[90]; эмигрировал в Англию, затем — во Францию[91].
35. Хлюстин, Евгений Дмитриевич
36. барон Штакельберг, Рудольф Александрович (1880—1940[92]) — церемониймейстер Двора Его Императорского Величества

## 1902-й (LVIII)
1. Бах, Генрих Генрихович — камер-юнкер, дипломат[93]
2. Бердяев, Владимир Николаевич
3. Бернадский, Всеволод Михайлович
4. Бусс, Викторин Александрович
5. князь Гагарин, Евгений Феофилович
6. князь Гагарин, Михаил Анатольевич — дипломат
7. Галенковский, Анатолий Александрович
8. Гаугер, Борис Васильевич
9. Граве, Всеволод Владимирович (1881—1936) — чиновник особых поручений при министре внутренних дел, личный секретарь П. А. Столыпина. В эмиграции во Франции.
10. Ермолов, Герман Александрович
11. Зарин, Николай Сергеевич
12. Зарубаев, Владимир Николаевич
13. князь Кантакузин, Георгий Павлович
14. князь Кантакузин, Иван Павлович
15. Катенин, Евгений Александрович
16. князь Кильдишев, Андрей Павлович (1882—1905) — сын П. А. Кильдишева
17. Коленко, Георгий Владимирович — сын (?) В. З. Коленко
18. Лазарев, Михаил Петрович (1881—1941), ротмистр Кавалергардского полка, георгиевский кавалер. В эмиграции в США.
19. Лебедев, Александр Александрович
20. Ленский, Владимир Иларьевич
21. князь Ливен, Карл Павлович (1880—1941) — капитан 2-го ранга. Состоял при вел. князе Кирилле Владимировиче; эвакуировался в Константинополь; в эмиграции во Франции, жил в Париже[94]
22. Ломан, Александр Владимирович
23. Львов, Михаил Дмитриевич
24. Матвеев, Дмитрий Николаевич
25. барон Медем, Михаил Михайлович (1881—1955)[95]
26. Митенский, Борис Фёдорович
27. Ону, Андрей Михайлович (1881—1950) — дипломат, поверенный в делах в Швейцарии, первый секретарь Российской миссии в Берне (1917)
28. Осмоловский, Александр Викторович
29. барон Пален, Эммануил Анатольевич — астроном, сын тайного советника А. В. Палена
30. Пантелеев, Андрей Андреевич — полковник Кавалергардского полка, в 1918 году — адъютант графа Ф. А. Келлера.
31. Пецольд, Пётр-Вольдемар Августович
32. Попов, Владимир Владимирович
33. Пустошкин, Семён Семёнович
34. барон Розен, Гуго Арведович
35. барон Розен, Лев Ричардович — дипломат
36. Савич, Платон Владимирович
37. граф Сиверс, Эдуард Эммануилович
38. Скаржинский, Пётр Васильевич (1881—1957) — Волынский губернатор, директор канцелярии Министерства внутренних дел. В эмиграции — председатель окружного совета Объединённых монархических организаций в Югославии (1926—1928); с 1940 по 1956 годы избирался председателем Высшего монархического совета.
39. Скрябин, Николай Николаевич — поручик Татарского конного полка. Убит в Карпатах в январе 1915 г.
40. Тецнер, Александр Сергеевич — Олонецкий губернатор
41. Тулубьев, Георгий Александрович — сын тайного советника А. А. Тулубьева и Елизаветы Николаевны Тулубьевой.
42. Штромберг, Николай Анатольевич
43. Юрьев, Сергей Владимирович (?—12.11.1960, Нью-Йорк), церемониймейстер Двора Его Императорского Величества, генеральный секретарь представительства российских эмигрантов в Америке[96].

## 1903-й (LVIX)
1. Алексеев, Борис Кирович
2. Амуков, Алексей Петрович
3. Базили, Николай Александрович — дипломат
4. Бенкендорф, Андрей Александрович
5. Бенкендорф, Иван Александрович
6. Бехтеев, Сергей Сергеевич — поэт-монархист
7. Бибиков, Владимир Владимирович — чиновник особых поручений при Владимирском губернаторе
8. Буймистров, Владимир Владимирович (1882—1948) — секретарь принцессы Ольденбургской; камер-юнкер. После октябрьской революции представитель адмирала Колчака в Вашингтоне и особоуполномоченный Российского общества Красного Креста в Северной и Южной Америке[97]
9. Воейков, Павел Дмитриевич (1881—1942) — племянник А. И. Воейкова[98]
10. Волков, Александр Алексеевич
11. Дурново, Пётр Петрович (1883—1945) — полковник русской армии, военный министр в антибольшевистском Западно-русском правительстве; сын П. Н. Дурново
12. Закревский, Платон Игнатьевич (1880—?) — дипломат, секретарь посольства в Японии; сын И. П. Закревского
13. Зборомирский, Михаил Львович
14. Здзеховский, Карл Чеславович
15. Клюки-фон-Клюгенау, Александр Александрович
16. Кондоиди, Григорий Владимирович, прапорщик 7-го уланского Ольвиопольского полка. Убит в бою под Радзивилловым 16 августа 1916 г.
17. Кочубей, Григорий Александрович
18. Крыжановский, Николай Михайлович
19. Малютин, Борис Евгеньевич
20. Манасеин, Александр Николаевич (?—1920) — лейтенант флота
21. Муханов, Илья Дмитриевич (1881—1919) — служил в Министерстве иностранных дел; был женат на дочери барона Ф. И. Мейендорфа, Анастасии
22. Раевский, Андрей Александрович (18.09.1882 — 14.01.1920) — служил в министерстве внутренних дел и при Императорском дворе, в первую мировую войну — в Царской Ставке в Могилеве (связь с союзниками)[99][уточнить]
23. Резвой, Модест Дмитриевич
24. Рубец, Александр Александрович
25. Синельников, Леонид Анатольевич — юрист, внук генерала Н. П. Синельникова
26. Стефан, Фёдор Николаевич
27. Сумцов, Евгений Семёнович (1874—1926)[100]
28. Топорнин, Александр Фёдорович
29. Устинов, Сергей Павлович
30. Феодосиу, Михаил Николаевич
31. Феодосьев, Борис Григорьевичштабс-капитан Чернявский

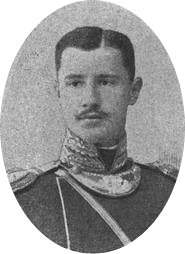
штабс-капитан Чернявский

32. барон Фитингоф, Георгий Владимирович (Георг-Конрад-Александр) (21.07.1882 — 1928) — земский начальник Невельского уезда, участник русско-японской войны[101]; в 1926 году — преподаватель Немецкого педагогического техникума в Ленинграде, в 1927 году — ассистент профессора А. Т. Кирсанова[102]
33. Чекмарёв, Михаил Николаевич (? — 1947) — дипломат, на службе в миссиях в Тегеране и Афинах. В эмиграции в Югославии, Австрии.
34. Чернявский, Александр Степанович — штабс-капитан лейб-гвардии Преображенского полка. Убит в бою под Владиславовым 20 августа 1914 г.
35. Шольц, Александр Эмильевич — был воспитателем в Александровском лицее (1904—1917)
36. Шумахер, Юрий Александрович
37. Юрьев, Владимир Владимирович

## 1904-й (LX)
1. Азаревич, Юрий Яковлевич (1883—1956) — старший лейтенант флота; в эмиграции жил в Германии, затем — в Италии, с 1930-х годов — во Франции (в Ницце)[103]
2. Арцишевский, Константин Иванович
3. Балас, Александр Иванович (1883—1943) — капитан 2-го ранга 1-го Балтийского флотского экипажа; в эмиграции в Бессарабии. Служил в румынском флоте; умер в 1943 году в Одессе.
4. Браун, Алексей Алексеевич
5. Володкович, Игнатий Викентьевич
6. Гаугер, Владимир Васильевич (1882—1977) — полковник; в эмиграции в Стокгольме[104]
7. Горвиц, Владимир Мартынович
8. Горяинов, Владимир Сергеевич
9. Жерве, Александр Николаевич
10. Захаров, Николай Алексеевич
11. Зноско-Боровский, Евгений Александрович — шахматист, шахматный теоретик и литератор
12. Зноско-Боровский, Николай Александрович
13. Иконников-Галицкий, Сергей Сергеевич
14. Исаевич, Николай Павлович
15. Кавелин, Николай Александрович — поручик лейб-гвардии Семеновского полка. Убит в бою под Ломжей 7 февр. 1915 г.
16. Канкрин, Владимир Иванович
17. Канкрин, Кирилл Иванович (?—1905) — вольноопределяющийся 52-го драгунского Нежинского полка, убит в русско-японскую войну. Сын графа И. В. Канкрина.
18. князь Кантакузин, Константин Павлович (1884—1956) — офицер Кавалергардского полка, камер-юнкер, чиновник министерства Императорского Двора[81].
19. Корнилов, Фёдор Аркадьевич — убит в сражении по Ляоляном 18.08.1904

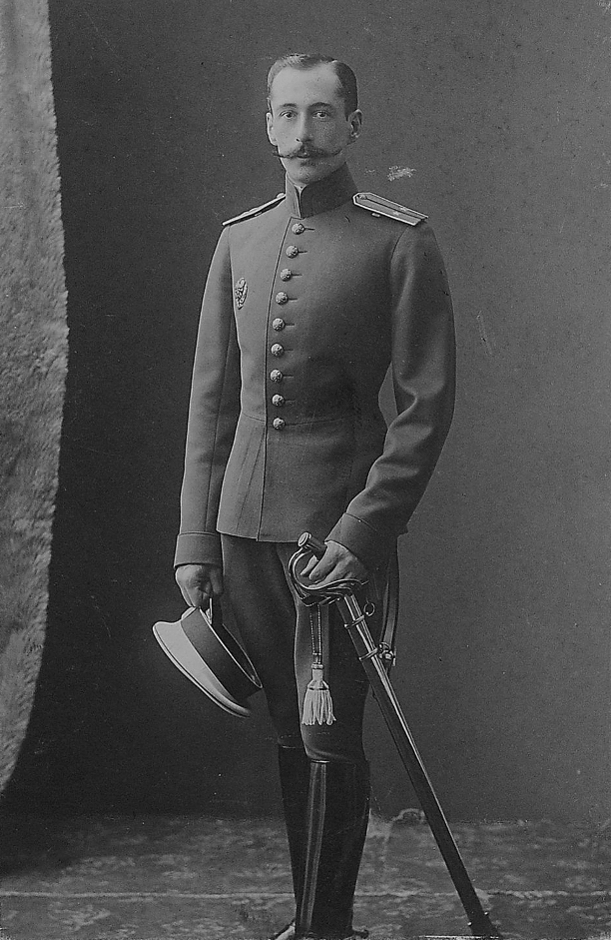
корнет Крупенский

1. Крупенский, Семён Михайлович — сын М. Н. Крупенского, полковник лейб-гвардии Конного полка. Расстрелян большевиками в 1919 году в Одессе[81].
2. Кудревич, Эдуард Иванович
3. Литвинов, Николай Николаевич
4. Любарский-Письменный, Евгений Евгеньевич
5. Миклашевский, Константин Михайлович (1885—1944) — актёр и режиссёр, один из организаторов арт-кабаре «Бродячая собака», публицист; сын И. М. Миклашевского. С 1924 года был в эмиграции.
6. Нотбек фон, Ричард Евгеньевич
7. Олсуфьев, Константин Петрович
8. Пазухин, Алексей Александрович (1883—1942) — историк-архивист, специалист в области генеалогии; был репрессирован в 1925 и 1936 годах
9. Пезе де Корваль, Юлий Юльевич
10. Путята, Николай Алексеевич — преподаватель Горной академии[уточнить]
11. Резон, Юлий Августович — земской начальник Порховского уезда; брат Василия Резона
12. Рогович, Николай Михайлович
13. барон Тизенгаузен, Анатолий Евгеньевич
14. барон Тизенгаузен, Евгений Евгеньевич
15. Уваров, Владимир Сергеевич (1881—1959) — новоград-волынский уездный предводитель дворянства, камер-юнкер.
16. Хрипунов, Алексей Степанович (1882—1975) — общественный деятель, банкир: руководил парижским банком «Взаимный кредит-союз»; эмигрировал в 1920 году
17. Чудовский, Валерьян Адольфович (1882—1938?) — критик и стиховед[105]
18. Шамшин, Павел Павлович

## 1905-й (LXI)
1. Баумгартен, Александр Леонтьевич — камер-юнкер, предводитель дворянства Николаевского уезда Самарской губернии; сын генерала Л. Н. Баумгартена
2. Бернгард, Георгий Владимирович (1884—1971) — Камер-юнкер, дипломат[106]
3. Бехтеев, Алексей Сергеевич
4. Бодиско, Михаил Михайлович (1885—?) — чиновник по особым поручениям Министерства земледелия и землеустройства; в эмиграции с 1918 года
5. Бюцов, Сергей Евгеньевич (1884—1915) — поручик лейб-гвардии Преображенского полка; убит в бою под с. Раиовцем, Холмской губернии, 17 июля 1915 г.; сын дипломата Е. А. Бюцова
6. Богак, Пётр Владимирович
7. Вощинин, Даниил Константинович
8. Гардер фон, Михаил Михайлович — дипломат
9. Гурко-Ромейко, Иосиф Владимирович — внук Иосифа Владимировича Гурко
10. Зарин, Леонид Сергеевич
11. Ильин, Алексей Алексеевич
12. Ильяшенко, Андрей Степанович (1884—1954) — композитор русского зарубежья[107]
13. Ионин, Борис Алексеевич
14. Кованько, Даниил Даниилович
15. Лемсон, Александр Павлович (10.12.1884—?) — лейтенант флота
16. Лерже, Густав Германович (1884—1965) — дипломат, 1-й секретарь миссии в Стокгольме и Афинах; в эмиграции в Германии
17. барон Майдель, Герман Артурович
18. Муравьёв, Валериан Николаевич — философ
19. Пашков, Дмитрий Алексеевич
20. Петерсон фон, Оскар Оскарович
21. Родзянко, Сергей Андреевич
22. граф Стакельберг, Оттон-Магнус Рейнгольдович
23. Таль фон, Георгий Александрович — подполковник; в эмиграции в Югославии; сын генерала А. Я. Таля
24. барон Унгерн-Штернберг, Сергей Эдгарович — мичман; в эмиграции в Финляндии
25. князь Ухтомский, Пётр Павлович (1884—1925) — офицер лейб-гвардии Измайловского полка. Расстрелян 2 июля 1925 г. по «делу лицеистов»[108].
26. князь Шаховской, Валентин Александрович (1885—1927) — был земским начальником Волоколамского уезда, занимался переводами, похоронен на Ваганьковском кладбище[109]; внук адъютанта московского генерал-губернатора Д. В. Голицына, В. М. Шаховского

## 1906-й (LXII)
1. Балашов, Борис Васильевич
2. Барановский, Юрий Александрович
3. граф Берг, Борис Георгиевич (1884—1953) — камер-юнкер, служил в Правительствующем Сенате, в эмиграции в США[110][111]
4. барон Будберг, Роман Оттонович
5. Буторов, Николай Владимирович (1884—1970)[112]
6. Быков, Александр Николаевич
7. Вильдеман-Клопман, Бернгард Карлович
8. Воронцов-Вельяминов, Михаил Павлович — общественный деятель и политик, член IV Государственной думы
9. князь Голицын, Николай Николаевич — сын Н. Д. Голицына
10. Голубев, Иван Валентинович
11. Зарубин, Александр Николаевич
12. Малютин, Константин Евгеньевич — брат Б. Е. Малютина
13. Мореншильд фон, Фердинанд Фердинандович
14. Нелидов, Александр Александрович — камер-юнкер, 2-й секретарь посольства в Константинополе; сын действительного тайного советника А. И. Нелидова
15. Плетнёв, Пётр Александрович — внук друга А. С. Пушкина, П. А. Плетнёва
16. Прозоров, Борис Алексеевич — секретарь при начальнике Главного управления почт и телеграфов, титулярный советник. Младший сын А. Я. Прозорова.
17. Пустошкин, Павел Константинович (1886—1958)?[113]
18. Раевский, Александр Александрович (1885—1942) — служил в банке; в июне 1925 года приговорен к 10 годам концлагеря по «делу лицеистов» и оставлен отбывать срок наказания в Бутырской тюрьме, в декабре 1925 года, в связи со столетним юбилеем восстания срок наказания был сокращен как потомку декабристов[114]
19. Рейнбот, Александр Александрович
20. Рогович, Дмитрий Михайлович
21. Рухлов, Игорь Сергеевич (1885—?) — камер-юнкер, служил в Департаменте железнодорожных дел Министерства финансов; сын С. В. Рухлова
22. Севастьянов, Михаил Михайлович (1883 — после 1926)[115]
23. Семирадзский, Леон Генрихович
24. Смирнов, Арсений Иванович — служил в канцелярии 1-го Департамента Сената
25. граф Соллогуб, Александр Михайлович — офицер лейб-гвардии Конной артиллерии; курский губернский гласный, почётный мировой судья Дмитриевского уезда
26. Струков, Пётр Ананьевич (1884—?[116]) — сын А. П. Струкова
27. Суханов-Подколзин, Гавриил Борисович (?—1906) — сын генерал-майора Г. Г. Суханова-Подколзина
28. Сухотин, Павел Сергеевич — был воспитателем в Александровском лицее
29. Татищев, Алексей Алексеевич (1885—1947) — чиновник Министерства земледелия, камер-юнкер. В эмиграции жил в Париже; автор «Записок об Императорском Александровском лицее».
30. Хрипунов, Дмитрий СтепановичПавел Чебыкин

Павел Чебыкин

31. Чебыкин, Павел Александрович (1886—1918) — офицер лейб-гвардии Семёновского полка, подполковник Генерального Штаба, умер от тифа в Екатеринодаре[117]
32. князь Шаховской, Иван Яковлевич — служил в лейб-гвардии Измайловском полку
33. Эспехо, Александр Михайлович[118]
34. Этлингер, Евгений Эрнестович

## 1907-й (LXIII)
1. Байков, Андрей Андреевич (1886—1958)[119] — астроном
2. Баранов, Пётр Петрович (?—3.09.1973)[120]
3. барон Бистром, Родриг Николаевич
4. князь Гагарин, Владимир Анатольевич (1887—1946)[121]Михаил фон-Кауфман

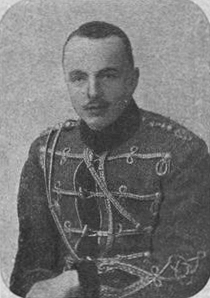
Михаил фон-Кауфман

5. Глазенап, Алексей Сергеевич — сын С. П. Глазенапа; был торговым представителем при русском посольстве в Норвегии и после Октябрьской революции в Россию не вернулся
6. Дурасов, Василий Алексеевич (1887—1971) — с 1916 года, Принц Анжуйский Герцог де Дураццо
7. Жеромский, Альфонс Сигизмундович (1885—?)[122]Дмитрий Кильдишев

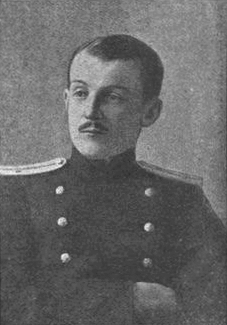
Дмитрий Кильдишев

8. Ильин, Алексей Афиногенович — служил при Санкт-Петербургском губернаторе
9. Кауфман, Михаил Петрович (1888—1914) — поручик Лейб-гвардии Гусарского полка, был тяжело ранен в бою под Каушеном, скончался от ран в Вильно; сын министра просвещения П. М. Кауфмана
10. князь Кильдишев, Дмитрий Павлович (1886—1914), поручик Кавалергардского полка, убит в бою под Каушеном 6 августа 1914 г.; сын П. А. Кильдишева.
11. Корнилов, Пётр Аркадьевич (1885 — после 1937) — анархист[123]
12. Крупенский, Георгий Михайлович — сын М. Н. Крупенского[124]
13. Кульжинский, Георгий Николаевич (1885 — после 1937) — был репрессирован: 23 октября 1937 года приговорён к 10 годам ИТЛ и отправлен в лагерь[125]
14. фон-дер-Лауниц, Борис Александрович, вольноопределяющийся лейб-гвардии Конно-Гренадерского полка. Убит в бою на реке Шешупе в Восточной Пруссии 1 октября 1914 г.
15. Ляпунов, Борис Яковлевич
16. Медведовский, Николай Николаевич (1884—?) — по «делу лицеистов» был приговорен к расстрелу, 29 июня 1925 г. замененному на заключение в концлагерь на 10 лет. Его сестра Мария Николаевна была расстреляна в Смоленске в 1938 г.[126]
17. Морголи, Георгий Николаевич
18. Ольхин, Юрий Сергеевич
19. Петров, Юрий Георгиевич
20. Племянников, Николай Павлович
21. Плеске, Борис Эдуардович (1887—1925) — сын министра финансов Э. Д. Плеске. Камер-юнкер, чиновник особых поручений Государственного банка. В Первую мировую войну — поручик Кавалергардского полка. Расстрелян 2 июля 1925 г. «делу лицеистов»[127].
22. Саломон, Владимир Александрович (1885—1918) — сын директора Лицея А. П. Саломона.
23. барон Унгерн-Штернберг, Рено Леонардович
24. Фишер фон Вальдгейм, Борис Александрович
25. Хартулари, Николай Константинович
26. Чунихин, Константин Васильевич
27. Шпицберг, Евгений Ростиславович — русский военный лётчик
28. барон Штакельберг, Бенкт Александрович
29. Шумахер, Владимир Алексеевич
30. князь Щербатов, Мануил Николаевич (1885—1920)
31. Щербачев, Никита Юрьевич

## 1908-й (LXIV)
1. Барановский, Николай Александрович (13.12.1886—09.03.1957) — полковник лейб-гвардии Конной артиллерии; в эмиграции с 1920 года — во Франции[128].
2. Бессер, Владимир Людвигович — служил в Министерстве финансов. Поручик лейб-гвардии Измайловского полка. В эмиграции в Польше. Умер после 1929[128].
3. Вейнер, Николай Петрович — директор правления «Товарищества пивоваренных заводов» в Астрахани (1910)
4. Волжин, Николай Александрович (1887—1948) — сын обер-прокурора Святейшего синода А. Н. Волжина, умер в Брюсселе.
5. фон-Гагемейстер, Алексей Юльевич — чиновник МВД, умер после 1929 года в Париже.
6. Годлевский, Лев Венцеславович — помощник бухгалтера учётно-ссудного банка Персии в Тегеране (1911).
7. князь Голицын, Александр Николаевич (31.10.1885—24.03.1974, Тулон) — чиновник особых поручений при канцелярии Финляндского генерал-губернатора.
8. граф Грохольский, Фаддей Фаддеевич — тит. сов., причисленный к Государственной канцелярии (Винница, Подольской губернии).
9. Губский, Николай Михайлович (1881—1971) — дипломат (?)
10. Дерюжинский, Борис Владимирович (? — 31 июля 1955, Копенгаген) — юрист, служил в Русской миссии в Копенгагене; брат скульптора Г. В. Дерюжинского
11. Ильяшенко, Владимир Степанович (1887—1970) — русский поэт в эмиграции.
12. Казанский, Михаил Васильевич — чиновник МИД; брат филолога Б. В. Казанского. Прапорщик лейб-гвардии Измайловского полка. Убит в бою под Ломжей в мае 1915 г.Александр Курченинов

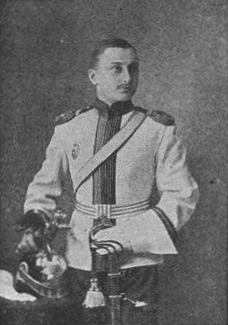
Александр Курченинов

13. Колбецкий, Дмитрий Владимирович — чиновник МИД.
14. граф Комаровский, Георгий Дмитриевич — двоюродный брат поэта В. А. Комаровского
15. Курченинов, Александр Сергеевич — поручик лейб-гвардии Конного полка; убит в бою под Каушеном 6 августа 1914 г.
16. Кутепов, Николай Николаевич — делопроизводитель городской исполнительной комиссии по водоснабжению Санкт-Петербурга.
17. Ляскович, Владислав Станиславович — был кандидатом на судебные должности при Казанском окружном суде.
18. Нелидов, Владимир Александрович (1887—1978) — сын дипломата А. И. Нелидова
19. Никифоров, Константин Николаевич — чиновник особых поручений Главного управления землеустройства и земледелия.
20. князь Панчулидзев, Сергей Сергеевич — сын С. А. Панчулидзева.
21. князь Панчулидзев, Юрий Сергеевич — сын С. А. Панчулидзева.
22. фон-Розенбах, Николай Сергеевич (1887—1919) — сын С. Н. Розенбаха; исполнял должность судебного следователя Радомского уезда. Умер в Варшаве.
23. Розетти-Солеско, Фёдор Георгиевич — румынский подданный, атташе при Румынской миссии в Берлине; сын бывшего румынского посланникa в России.
24. Ростовцев, Кирилл Сергеевич — был помощником делопроизводителя Воронежского отделения Крестьянского поземельного банка.
25. Рощенский, Леонид Константинович
26. Сабанин, Андрей Владимирович (1887—1938) — советский дипломат, в 1920—1937 годах — заведующий правовым отделом Наркомата иностранных дел СССР; расстрелян[129].
27. Соколовский, Виктор Иосифович
28. барон Таубе, Константин Константинович (12.06.1887—25.12.1939) — дипломат, общественный и церковный деятель; похоронен на кладбище Сент-Женевьев-де-Буа.
29. Тимашев, Николай Сергеевич — русский социолог и правовед.
30. Тяжелов, Леонид Дмитриевич (1887—1936) — дипломат, поэт, композитор; в эмиграции в Шанхае, затем в Тунисе; покончил жизнь самоубийством.
31. Устинов, Платон Михайлович — сын генерального консула в Нью-Йорке; земский начальник Богородицкого уезда, штабс-ротмистр 2-го гусарского полка; с конца 1918 года — в Нью-Йорке, с 1920 года — в США (Огайо).
32. князь Ухтомский, Дий Эсперович — этнограф-антрополог; с 1908 года — сотрудник Русского музея. Сын князя Э. Э. Ухтомского.
33. Хвостов, Николай Сергеевич — земский начальник Елецкого уезда; сын пензенского губернатора С. А. Хвостова, погибшего при взрыве на Аптекарском острове.
34. Хоминский, Станислав Сигизмундович — титулярный советник в отставке; был причислен к МВД (Вилейка, Виленской губернии).
35. Шульце, Александр Германович — титулярный советник в отставке; был причисленным к МВД.
36. Шумахер, Лев Аркадиевич — служил в канцелярии I-го департамента Сената.

## 1909-й (LXV)

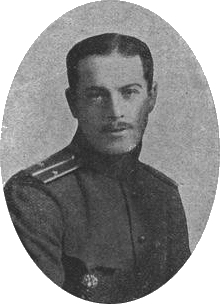
Корнет Быховец

1. барон фон Бистрам, Киприан Киприанович (?—1961) — штабс-ротмистр лейб-гвардии Уланского Его Величества полка. В эмиграции в Польше и Англии[128].
2. Блок, Георгий Петрович (1888—1962) — советский писатель, переводчик и редактор. Был помощником секретаря при Обер-прокуроре 1-го департамента Сената.
3. Быховец, Вацлав (Вячеслав) Игнатиевич — корнет 17-го гусарского Черниговского полка; убит в бою под Ровно 5 августа 1914 г.
4. Вонлярлярский, Андрей Владимирович (1888 — после 1954) — участник Первой мировой войны, военный лётчик. В эмиграции в Англии.
5. барон Врангель, Кирилл Константинович (1888—1954) — камер-юнкер, дипломат: был 2-м секретарём Русской миссии в Брюсселе; во время Второй мировой войны работал секретарем российского посольства в Лондоне[130].
6. Галле, Цезарь Владиславович — состоял при канцелярии Министерства Императорского двора.
7. Гладышев, Борис Петрович (?——1924) — участник русско-японской войны, имел знак отличия Военного Ордена. Капитан лейб-гвардии Семёновского полка. В эмиграции в Югославии.
8. князь Голицын, Пётр Дмитриевич (1888—1958) — сын Д. П. ГолицынаГенеалогия.
9. барон Жирар-де-Сукантон, Морис Морисович — корнет 2-го драгунского полка. В эмиграции в Ревеле. Умер после 1929 года.
10. Лесли, Борис Николаевич (1889—1941) — праправнук А. А. Лесли[131] — инициатора первого в Отечественную войну 1812 года отряда ополчения.
11. Мамчич, Олег Евгеньевич — был корнетом 3-го Гусарского Елисаветградского полка; прикомандирован к лейб-гвардии Кирасирскому Его Величества полку.
12. Олив, Владимир Сергеевич — камер-юнкер, предводитель дворянства Малоархангельского уезда[132]; сын С. В. Олива.
13. Отт, Дмитрий Дмитриевич (?—1952) — сын лейб-акушера Д. О. Отта. Служил в Государственном банке. В эмиграции жил в Париже Биографическая справка.
14. Папа-Афанасопуло, Сергей Ильич — был причислен к Первому департаменту Сената. Сын И. А. Папы-Афанасопуло.
15. Плансон, Сергей Егорович (1890 — ?) — дипломат; был 2-м секретарем миссии в Стокгольме. В эмиграции с 1920-х во Франции, жил в Гренобле (1929)[133].
16. Ростиславов, Владимир Владимирович — старший помощник делопроизводителя канцелярии Военного министерства.
17. Саломон, Пётр Александрович (1889—1941) — чиновник по особым поручениям при рязанском губернаторе; сын директора Лицея А. П. Саломона.
18. граф Старженский, Матвей Викторович — штабс-ротмистр Кавалергардского полка. Убит в 1918 году, пробираясь в Северную армию[134].
19. Терне, Андрей Андреевич (ок. 1889—1967) — военный советник. Секретарь Особого совещания по обороне государства (1915——1916); участник Белого движения; в эмиграции с 1920 года.
20. Тимашев, Иван Сергеевич (1888—1915) — подпоручик лейб-гвардии Семёновского полка. Убит в бою у посада Павлова 17 июля 1915 года. Сын действительного тайного советника С. И. Тимашева
21. князь Ухтомский, Михаил Валерианович (4 июля 1888, Москва —- 6 марта 1941, Ницца) — служил в Государственной канцелярии. В 1917 году был назначен в Париж в распоряжение П. А. Игнатьева. В 1933 году приехал в Берлин; был советником по русским вопросам на киностудии, организовал Русский хор, гастролировал с ним в Европе. Остался во Франции[135].
22. Хвостов, Иван Сергеевич (1889—1955) — полковник; в эмиграции жил в Эфиопии; сын пензенского губернатора С. А. Хвостова[136]
23. Чебыкин, Владимир Александрович — был помощником столоначальника канцелярии Министра путей сообщения.
24. Челюсткин, Александр Николаевич — был причислен к Первому департаменту МИДа; репрессирован.
25. Шабельский, Николай Николаевич (1890—1968) — изяславльский уездный предводитель дворянства в 1916—1917 гг., в эмиграции во Франции.
26. Шабельский, Помпей Николаевич — был причислен к Государственной канцелярии[137].
27. Шимкевич, Николай Иванович — был причислен к Главному управлению по делам местного хозяйства.
28. Юрьев, Борис Анатольевич — был причислен к ГУЗиЗ.

## 1910-й (LXVI)

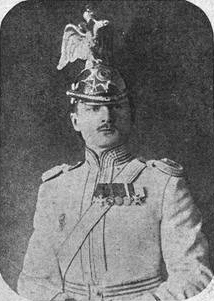
Корнет Сергей Воеводский

1. Басин, Николай Николаевич, причисленный к канцелярии Совета министров.
2. Воеводский, Сергей Николаевич, корнет Кавалергардского полка. До поступления в лицей участвовал в русско-японской войне, за Мукденский бой был награждён знаком отличия Военного ордена. В 1913 году перешёл на службу в болгарскую армию, был ранен при штурме Адрианополя и награждён болгарским орденом «За военные заслуги». Убит в бою под Каушеном 6 августа 1914 г.
3. Гераков, Николай Николаевич (1890—1925) — чиновник особых поручений Государственного банка. Остался в СССР, расстрелян 10 июля 1925 г. по «делу лицеистов». Его жена Вера Иосифовна и сын Николай Николаевич были репрессированы в 1935 г.[138][139]
4. фон-Глазенап, Василий Сергеевич, причисленный к канцелярии Министра путей сообщения.
5. князь Голицын, Евгений Николаевич, причисленный к Особенной канцелярии по кредитной части.
6. Деконский, Федор Алексеевич (?—1919) — поручик запаса лейб-гвардии Драгунского полка. Участник Белого движения, убит[128].
7. Деларов, Борис Павлович (1887—?) — ротмистр лейб-гвардии Кирасирского Её Величества полка. Репрессирован в 1919 и 1925 гг.[140], умер до 1929.
8. Дурасов, Дмитрий Алексеевич, офицер лейб-гвардии Гусарского Его Величества полка. В эмиграции в Италии.
9. Ермолов, Дмитрий Дмитриевич, чиновник особых поручений VII кл. при Переселенческом управлении (Томск)
10. Зандер, Николай Оскарович чиновник МВД, затем подпоручик л. гв. Преображенского полка. В эмиграции в Югославии. Умер после 1959[128].
11. Кондратьев, Лев Евгениевич, причисленный к Государственной канцелярии.
12. Корвин-Круковский, Николай Николаевич (серебряная медаль), причисленный к Министерству юстиции, кандидат на штатную должность в канцелярии Сената.
13. Крупин, Сергей Михайлович, причисленный к МВД.
14. Лемтюжников, Петр Сергеевич, помощник делопроизводителя судебного отдела Государственного банка.
15. Литвинов, Алексей Алексеевич (1890—1972) — прапорщик лейб-гвардии 2-й артиллерийской бригады. В эмиграции в Бельгии, директор отделения бельгийского банка в Конго[128].
16. князь Лобанов-Ростовский, Николай Иванович, причисленный к Первому департаменту МИДа.
17. Лялин, Николай Константинович (1889—1925), капитан лейб-гвардии Семеновского полка. Остался в СССР, расстрелян 2 июля 1925 г. по «делу лицеистов»[128][141][142].
18. Михневич, Сергей Владимирович, причисленный к Государственной канцелярии.
19. Молоствов, Глеб Владимирович, причисленный к канцелярии Совета министров.
20. Новицкий, Владимир Иосифович, причисленный к Особенной канцелярии по кредитной части.
21. барон Нолькен, Владимир Владимирович, причисленный к Государственной канцелярии.
22. Плеске, Алексей Эдуардович, помощник делопроизводителя Крестьянского поземельного банка.
23. граф де-Броель-Плятер, Антоний Викторович — причисленный к собственной Е. И. В. канцелярии по учреждениям императрицы Марии.Корнет Синельников

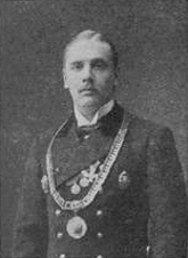
Корнет Синельников

24. граф де-Броель-Плятер, Игнатий Викторович — причисленный к собственной Е. И. В. канцелярии по учреждениям императрицы Марии.
25. Потемкин, Николай Владимирович, причисленный к Государственной канцелярии.
26. Рощенский, Виктор Константинович, причисленный к ГУЗиЗ
27. Синельников, Иван Алексеевич (1890—1915), земский начальник и помощник предводителя дворянства Екатеринославского уезда. Корнет лейб-гвардии Конного полка, убит в бою в Галиции 19 января 1915 г.
28. граф Старженский, Август Викторович, штабс-ротмистр Кавалергардского полка. В эмиграции в Польше.
29. Старов, Павел Иванович, причисленный к Главному управлению по делам местного хозяйства.
30. Топорнин, Владимир Федорович, причисленный к Государственной канцелярии.
31. граф Тышкевич, Андрей Викторович, там же.
32. барон Унгерн-Штернберг, Константин Федорович, причисленный к собственной Е. И. В. канцелярии по учреждениям императрицы Марии.
33. Челищев, Георгий Сергеевич, причисленный к ГУЗиЗ.
34. барон Штромберг, Александр Анатолиевич, причисленный к Государственной канцелярии.

## 1911-й (LXVII)
1. де-Бособр, Николай Владимирович, причисленный к МИДу.
2. Будзко, Виктор Петрович (серебряная медаль), причисленный к МВД.
3. Веревкин, Владимир Петрович, поручик лейб-гвардии Преображенского полка. Убит в бою под Райместо на Стоходе 15 июля 1916 г.
4. Вреден, Всеволод Эдмундович (1888—1954), причисленный к Министерству торговли и промышленности. В эмиграции — во Франции; пианист, органист, композитор[143].
5. фон-Гартман, Леон Рафаилович, причисленный к Собственной Е. И. В. канцелярии по учреждениям императрицы Марии.
6. Голынский, Иван Иванович, корнет Кавалергардского полка. Убит у дер. Гросс-Альшванген в Восточной Пруссии 15 августа 1914 г.
7. Дубасов, Олег Фёдорович (1889—16 июня 1970, Нью-Йорк), причисленный МВД. Сын адмирала Ф. В. Дубасова[144].
8. Ермолов, Юрий Владимирович, прапорщик лейб-гвардии Преображенского полка. Убит в бою под Ломжей 11 февраля 1915 г.
9. Забудский, Владимир Николаевич (1888—1925), причисленный к Государственной канцелярии. Расстрелян 2 июля 1925 г. по «делу лицеистов»[145].
10. Искандер, Александр Николаевич

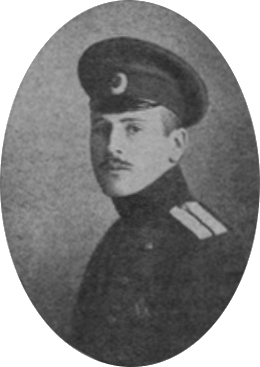
подпоручик Мещеринов

1. Киреев, Григорий Алексеевич (по болезни экзаменов ещё не окончил).
2. Корбе, Юрий Сергеевич, причисленный к МИДу.
3. Липранди, Константин Рафаилович, причисленный к канцелярии Е. И. В. по принятию прошений.
4. барон Лоудон, Максимилиан Оттомарович, причисленный к канцелярии Министерства Императорского двора.
5. Мещеринов, Вячеслав Александрович, подпоручик лейб-гвардии Преображенского полка. Убит в бою под Ломжей в феврале 1915 г.
6. князь Мещерский, Борис Алексеевич (1889—29.06.1957), причисленный к МВД. В эмиграции во Франции, с 1936 г. — в США; художник. Погиб в автокатастрофе около Винчестера (шт. Вирджиния), похоронен в Вашингтоне[146].
7. Миклашевский, Вадим Михайлович, причисленный к канцелярии Министерства Императорского двора. Сын М. И. Миклашевского.
8. Молоствов, Борис Владимирович, причисленный к ГУЗиЗ
9. князь Мышецкий, Даниил Петрович — чиновник особых поручений Седлецкой управы Варшавского генерал-губернаторства (1913—1914); советник юридического отдела Холмского губернского правления (1915); чиновник особых поручений при общей канцелярии Св. Синода, коллежский асессор (1916). Сын генерала П. Н. Мышецкого.
10. Свенцицкий, Болеслав Генрихович — вольноопределяющийся лейб-гвардии Драгунского полка. В эмиграции во Франции. Умер после 1929[128]. Сын Г. И. Свенцицкого.
11. Свенцицкий, Генрих Генрихович, причисленный к Собственной Е. И. В. канцелярии по учреждениям императрицы Марии. Сын Г. И. Свенцицкого.
12. Скрябин, Андрей Николаевич — чиновник МИД, поручик лейб-гвардии Уланского Его Величества полка. В эмиграции в Италии. Умер после 1929[128].
13. Слепцов, Борис Васильевич — причисленный к МИДу.
14. Сукин, Иван Иванович, там же.
15. Сухотин, Алексей Михайлович — лингвист
16. Трубников, Юрий Юриевич, помощник столоначальника департамента земледелия.
17. граф Уваров, Сергей Алексеевич — офицер лейб-гвардии Преображенского полка, ротмистр ВСЮР. В эмиграции во Франции[128]. Сын графа А. А. Уварова.
18. Хвостов, Алексей Алексеевич, причисленный к Министерству юстиции с откомандированием в 1-й департамент Сената.
19. Хлюстин, Дмитрий Николаевич, причисленный к Министерству юстиции с откомандированием в гражданский кассационный департамент Сената.
20. Хрущов, Николай Михайлович, причисленный к МИДу.
21. Шабельский, Константин Николаевич (по болезни экзаменов ещё не окончил).
22. Шабельский, Константин Павлович, причисленный к МВД
23. Шебеко, Витольд Игнатьевич, причисленный к Государственной канцелярии.
24. Щербаков, Иван Алексеевич, чиновник особых поручений при Одесском градоначальнике.
25. барон Энгельгардт, Армин Рудольфович, причисленный к МИДу.
26. Юрьев, Анатолий Анатолиевич, прапорщик лейб-гвардии Семеновского полка. Убит в бою у дер. Милагура 20 августа 1915 г.

## 1912-й (LXVIII)
1. Афросимов, Георгий Александрович, поручик полевой артиллерии, секретарь Государственного банка Правительства Юга России. В эмиграции во Франции.
2. фон-Багговут, Сергей Викторович, служил в МИДе. В эмиграции в Австрии.
3. Валуев, Сергей Павлович, состоял при дипломатической канцелярии СВГ, был секретарем миссии в Варшаве (1920—1922). В эмиграции в Польше.
4. Вишняков, Александр Аристархович — штабс-капитан лейб-гвардии 4-го стрелкового полка. В эмиграции в Бессарабии.
5. Волжин, Алексей Александрович — штабс-ротмистр Кавалергардского полка. В эмиграции в Бессарабии.
6. князь Волконский, Михаил Петрович, состоял причисленным к Государственной канцелярии. В эмиграции во Франции.
7. Гессе, Павел Петрович — чиновник МИДа, поручик лейб-гвардии Преображенского полка. В эмиграции во Франции. Умер до 1936[128].
8. Дурново, Александр Александрович — капитан лейб-гвардии 4-го стрелкового полка. В эмиграции во Франции.
9. Извольский, Сергей Петрович, сын П. П. Извольского. чиновник особых поручений при Киевском губернаторе, подпоручик 14-го саперного батальона. Помощник военного агента в Афинах. В эмиграции в Бельгии.
10. Иорданов, Александр Павлович, состоял при посольстве в Риме. В эмиграции в Италии.
11. Кедров, Валентин Вонифатьевич, поручик лейб-гвардии Семеновского полка. В эмиграции в Египте (Александрия).
12. Кологривов, Иван Николаевич — штабс-ротмистр лейб-гвардии Гусарского полка. В эмиграции в Бельгии. Католический священник.
13. барон Кроненберг, Леопольд Леопольдович, служил в лейб-гвардии Гродненском Гусарском полку. В эмиграции в Польше.
14. Кунаев, Михаил Александрович, чиновник Государственной канцелярии. В эмиграции во Франции.
15. Лерхе, Альвин Германович, поручик и полковой адъютант лейб-гвардии Гродненского Гусарского полка. Убит в бою под Городенкой в Галиции в апреле 1915 г.
16. Липинский, Иосиф Александрович. В эмиграции в Польше.
17. Ловягин, Александр Александрович, был вице-консулом в Стокгольме. В эмиграции в Германии.
18. Лузанов, Петр Михайлович, служил в 8-м драгунском Астраханском полку. Умер в Ставрополе в 1919 г.
19. Малевский-Малевич, Пётр Николаевич, полковник лейб-гвардии Преображенского полка. В эмиграции в Англии.
20. Микулич-Радецкий, Витольд Марцелиевич, служил в лейб-гвардии Уланском Её Величества полку. В эмиграции в Польше.

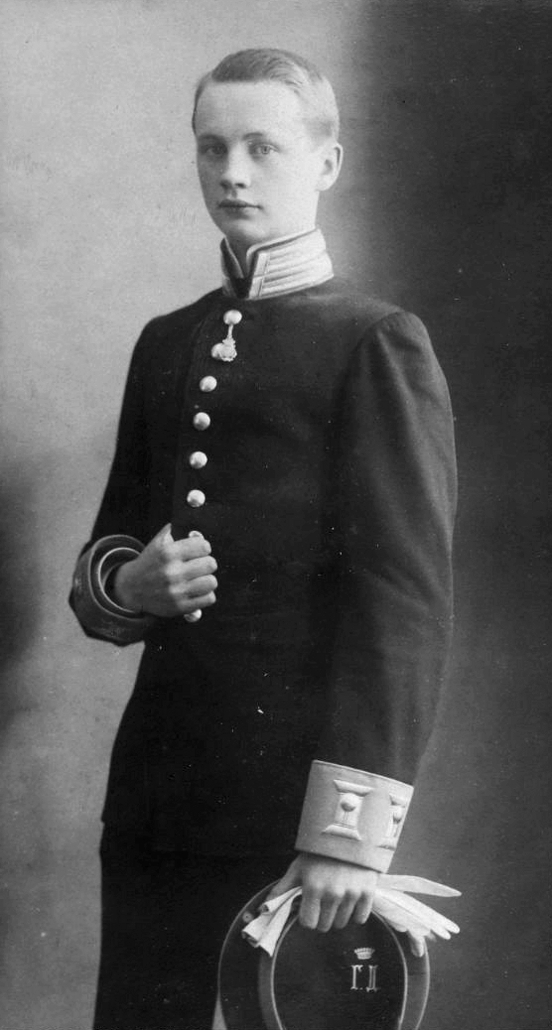
барон Георгий Остен-Дризен

1. Митрофанов, Игорь Павлович — 2-й секретарь посольства в Пекине. В эмиграции во Франции.
2. фон-дер Остен-Дризен, Георгий Александрович (?—1985) — штабс-ротмистр Кавалергардского полка, офицер Добровольческой армии и ВСЮР. В эмиграции во Франции.
3. Ракович, Андрей Андреевич (1891—1966) — сын А. А. Раковича; в эмиграции был юрисконсультом Австрийской епархии РПЗЦ.
4. князь Репнин, Дмитрий Вадимович (1890—1960) — чиновник канцелярии МИДа, корнет Кавалергардского полка. В эмиграции в Париже.
5. Савицкий, Николай Ксенофонтович, служил в Татарском конном полку. В эмиграции во Франции.
6. Скалон, Александр Александрович, штабс-ротмистр Кавалергардского полка. В эмиграции во Франции.
7. Скачков, Георгий Петрович, состоял причисленным к МВД, штабс-ротмистр 4-го уланского Харьковского полка. В эмиграции в Югославии.
8. Слепцов, Валериан Васильевич, был 2-м секретарем посольства в Лондоне. В эмиграции в Англии.
9. граф Толстой, Иван Дмитриевич — штабс-ротмистр Кавалергардского полка, полковник Русской армии. В эмиграции во Франции. Сын графа Д. И. Толстого.
10. Толстой-Милославский Сергей, штабс-ротмистр. В эмиграции во Франции.
11. Чебышев, Алексей Николаевич (1892—1973) — сын Н. А. Чебышёва; был помощником обер-секретаря 1-го департамента Сената, начальником канцелярии отдела юстиции Войска Донского, вице-председатель РНО в Бельгии.
12. барон Шиллинг, Александр Эмильевич, прапорщик лейб-гвардии Семеновского полка. Убит под Ломжей 7 февраля 1915 г.

## 1913-й (LXIX)

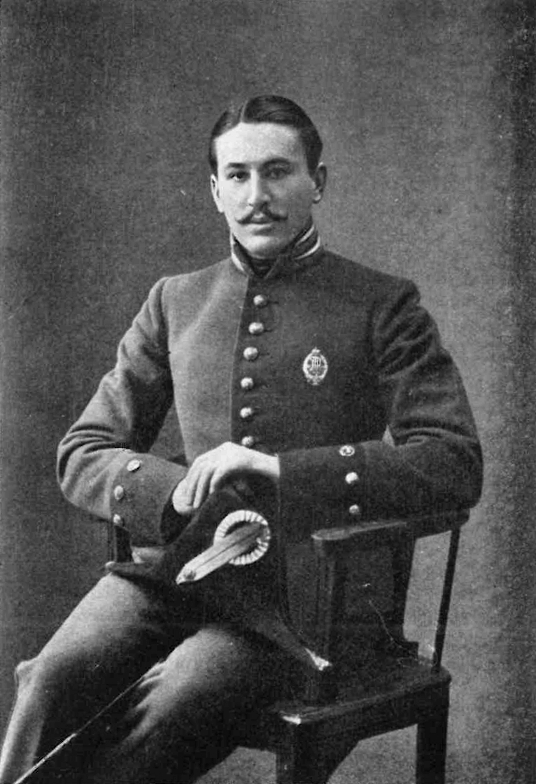
Глеб Кожин

1. Бонди, Владислав Эдуардович, в Первую мировую войну служил по Красному Кресту. В эмиграции в Польше.
2. князь Гавриил Константинович
3. Демидов, Александр Порфирьевич, прапорщик 5-го драгунского Каргопольского полка. На 1929 год — в Бельгийском Конго (Дима).
4. Зандер, Лев Александрович — философ
5. граф Канкрин, Иван Иванович (1892—1961) — подъесаул лейб-гвардии Казачьего полка, офицер Донской армии. В эмиграции в США[128].
6. Катков, Михаил Михайлович, служил в МИДе. Умер в Лондоне в 1916 г.
7. Кожин, Глеб Борисович, вольноопределяющийся лейб-гвардии Кирасирского Её Величества полка. Убит в бою в Восточной Пруссии 31 июля 1914 г.
8. Лесков, Георгий Андреевич, поручик 17-го драгунского Нижегородского полка. В эмиграции во Франции.
9. Мейштович, Валериан Александрович, в Первую мировую войну служил по Красному Кресту. Католический священник. В эмиграции в Литве.
10. Микулич-Радецкий, Карл Марцелиевич, в эмиграции в Польше (Ровно)
11. Михальский, Войцех, в Польше
12. Нейдгард, Борис Петрович. Умер до 1929 г.
13. князь Олег Константинович — первый член императорской фамилии, окончивший лицей
14. Ольхин, Павел Сергеевич (?—1942) — корнет лейб-гвардии Кирасирского Его Величества полка, офицер Добровольческой армии и ВСЮР. В эмиграции во Франции[128].
15. Пеликан, Павел Александрович. В эмиграции во Франции.
16. граф де-Броель-Плятер, Витольд Игнатьевич. В эмиграции в Польше.
17. князь Репнин, Игорь Вадимович (1892—1970), штабс-ротмистр Кавалергардского полка. В эмиграции в Париже[128].
18. Ржевусский, Александр Адамович — чиновник МИД, участник ВСЮР. В эмиграции во Франции. Католический монах.
19. Ростовцев, Александр Александрович, был секретарем консульства в Женеве. В эмиграции в Бельгии.
20. Саранчев, Александр Иванович, офицер флота. В эмиграции в Марокко.
21. Сахаров, Игорь Всеволодович, состоял причисленным к Государственной канцелярии. В эмиграции в Бельгии.
22. Соколов, Дмитрий Петрович, состоял при посольстве в Лондоне. В эмиграции в Англии.
23. Старицкий, Марк Александрович, состоял причисленным к министерству юстиции. В эмиграции в Бессарабии.
24. Тыртов, Николай Павлович (?—1968) — поручик лейб-гвардии Семеновского полка. В эмиграции в США[128].
25. Хвостов, Сергей Сергеевич, В эмиграции в Германии.
26. барон фон-дер-Ховен, Георгий Александрович, умер до 1929 г.
27. Шебеко, Александр Николаевич (1892—1927) — штабс-ротмистр Кавалергардского полка, офицер Добровольческой армии и ВСЮР. В эмиграции во Франции.
28. Шебеко, Здислав Игнатьевич — офицер лейб-гвардии Гродненского гусарского полка. В эмиграции в Польше.

## 1914-й (LXX)
1. Адлерберг, Герман Александрович, служил в Государственной канцелярии. Умер в Лондоне в 1919 г.Михаил Бобриков

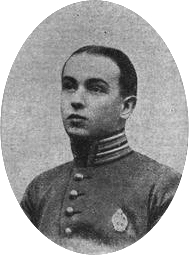
Михаил Бобриков

2. Аксаков, Сергей Сергеевич (1890—1968) — русский советский композитор.
3. Барабаш, Леонид Яковлевич, служил в собственной Е.И.В. канцелярии по принятию прошений. Умер в Одессе в 1920 г.
4. Барщ, Болеслав Витольдович, служил в МИДе. В эмиграции в Польше.
5. Бобриков, Михаил Георгиевич, вольноопределяющийся лейб-гвардии Конного полка. Убит в бою под Каушеном 6 августа 1914 г.
6. Воеводский, Лев Николаевич — капитан лейб-гвардии Семеновского полка. В эмиграции во Франции.
7. Воейков Сергей Сергеевич, служил в Государственной канцелярии и РОКК. Член правления лицейского объединения во Франции.
8. Гернгросс, Георгий Евгеньевич (1892—1937), историк-африканист. После революции был референтом-экономистом Наркомвнешторга СССР, затем преподавателем английского языка. Расстрелян за «активную контрреволюционную агитацию»[147].
9. князь Голицын, Сергей Александрович, служил в собственной Е.И.В. канцелярии по принятию прошений. В эмиграции во Франции.
10. Горяинов, Всеволод Юрьевич (р. 1893) — был арестован по «делу лицеистов», затем освобожден.
11. Грум-Гржимайло, Алексей Григорьевич, сын путешественника Г. Е. Грум-Гржимайло. По «делу лицеистов» условно получил 5 лет концлагерей.
12. князь Друцкий-Любецкий, Константин Иеронимович (1893—1940), офицер, имел Георгиевский крест. В эмиграции в Польше, полковник.
13. Жуковский-Волынский, Артемий Михайлович (?—1987), служил в МИДе. В эмиграции в Шанхае. Лицейский представитель на Дальнем Востоке[148].
14. Исленьев-Шостак, Лев Анатольевич, служил в МИДе. Умер в Ростове-на-Дону в 1919 г.
15. Калери, Александр
16. Карпов, Яков Георгиевич — капитан лейб-гвардии 4-го стрелкового полка. В эмиграции во Франции.
17. фон Клемм, Орест Васильевич (1892—1957), служил в МИДе. В эмиграции во Франции, сотрудник газеты «Русская мысль» (псевдоним — О. Клементьев), скончался в Лозанне (Швейцария)[149].
18. Крупенский, Георгий Васильевич (р. 1893) — был арестован по «делу лицеистов», решение по его делу было отложено. Репрессировался в 1942 и 1943 гг.[150]
19. Крылов, Вячеслав Владимирович, служил в МИДе. В Первую мировую — капитан технических войск, имел Георгиевский крест. В эмиграции во Франции.
20. Кудрявцев, Юрий (Георгий) Константинович — поручик лейб-гвардии Гродненского гусарского полка. В эмиграции во Франции.
21. Лазарев, Александр Владимирович, сотник Донского казачьего войска, имел Георгиевский крест. В эмиграции во Франции.
22. Леммерман, Василий Карлович, служил в канцелярии Совета министров. В эмиграции в Италии.
23. Лесков, Георгий
24. Мещеринов, Григорий Александрович, штабс-капитан лейб-гвардии Преображенского полка, убит в бою у села Корытница 3 сент. 1916 г.
25. Микулич-Радецкий, Стефан Марцелиевич, служил в ГУГК. В эмиграции в Польше (Ровно).
26. Миллер, Дмитрий Павлович, служил в Особенной канцелярии по кредитной части. В эмиграции в Швеции.
27. Папаригопуло, Дмитрий Александрович, служил в МИДе. В эмиграции в Дании.
28. Перре, Лев Карлович, мичман флота, погиб на броненосце «Пересвет» в 1915 г.
29. Родзянко, Георгий Михайлович (1890—1918) — сын председателя Государственной думы М. В. Родзянки. Штабс-капитан лейб-гвардии Преображенского полка. Расстрелян большевиками 26 января 1918 г. в Киеве[128].
30. Ростиславов, Сергей Владимирович, служил в министерстве финансов и РОКК. В эмиграции во Франции.Сергей Терещенко

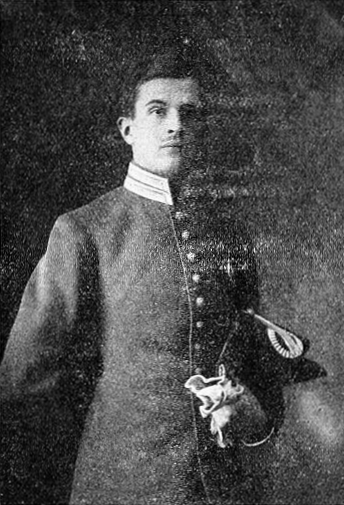
Сергей Терещенко

31. Рощенский, Александр Константинович, служил в 11-м гусарском Изюмском полку. В эмиграции во Франции.
32. Савицкий, Георгий Люцианович, служил в Особенной канцелярии по кредитной части. В эмиграции в США.
33. Скерст, Павел (Родриг) Германович, служил в МИДе. В эмиграции во Франции.
34. Терещенко, Сергей Константинович[151] — писатель, историк флота
35. Толстой-Милославский, Лев Михайлович, штабс-ротмистр лейб-гвардии Уланского Её Величества полка. В эмиграции во Франции.
36. Ушаков, Николай Михайлович (?—1973) — поручик лейб-гвардии Конного полка, офицер ВСЮР и Русской армии. В эмиграции в США.
37. Ушинский Дмитрий Константинович, поручик 1-го лейб-драгунского Московского полка. Состоял при Британской военной миссии на Юге России в 1920 г., имел Георгиевский крест. В эмиграции в Бельгии.
38. Хрущов, Иван Иванович — подполковник армейской кавалерии. В эмиграции в Югославии.
39. Цехановецкий, Георгий Владиславович, служил в МИДе. В эмиграции в Румынии.
40. Чебыкин, Николай Александрович — капитан лейб-гвардии Семеновского полка, офицер ВСЮР. В эмиграции в Югославии.
41. Шидловский, Андрей Сергеевич — штабс-капитан лейб-гвардии Конной артиллерии. Умер 26 дек. 1919 г. на станции Гнилуша.
42. Шильдер, Михаил Владимирович (1893—1925) — сын директора лицея В. А. Шильдера, был секретарем Военного министерства, служил в Центральном военно-промышленном комитете. Расстрелян 10 июля 1925 г. по «делу лицеистов»[152].
43. Ястребов, Ростислав Иванович, подпоручик лейб-гвардии Семеновского полка. Умер 30 августа 1915 г. от ран полученных в бою у посада Павлова 17 июля 1915 г.
44. Яхимович, Александр Георгиевич, чиновник особых поручений при Особенной канцелярии по кредитной части. В эмиграции в Германии.

## 1915-й  (LXXI)
1. Васильев, Владимир Михайлович (1894—15.02.1971, Нью-Йорк), был секретарем миссии в Стокгольме. Лицейский представитель в Латвии[153].
2. Велиовейский, Збигнев Степанович — корнет лейб-гвардии Уланского Его Величества полка. В эмиграции в Польше.
3. князь Гагарин, Николай Николаевич (1895—1986) — корнет лейб-гвардии Гусарского полка. В эмиграции во Франции. Председатель полкового объединения[128].
4. князь Гагарин, Олег Григорьевич (1893—1921) — в Первую мировую войну служил в РОКК, имел Георгиевский крест. Погиб (расстрелян?) во Владикавказе[154].
5. Гессе, Илларион Петрович, прапорщик лейб-гвардии Преображенского полка, убит в бою под Петриловым, Холмской губернии, 26 июля 1915 г.[155]
6. Грумм-Гржимайло, Алексей Григорьевич (?—1926) — прапорщик лейб-гвардии 2-й артиллерийской бригады. Остался в СССР[128].
7. Догель, Владимир Михайлович (1894—1920) — в 1920 году был арестован в Томске и расстрелян[156].
8. Ермолов, Дмитрий Владимирович — капитан лейб-гвардии Преображенского полка, участник Добровольческой армии. Осенью 1918 приезжал в Петроград для вербовки офицеров. Умер до 1929 г.[128]
9. Извольский, Пётр Петрович (1895—10.07.1968, Бруклин, Нью-Йорк) — сын П. П. Извольского, был 2-м секретарем посольства в Константинополе, казначей правления Лицейского объединения в Югославии[157].
10. Качалов, Николай Владимирович, умер до 1929 г.
11. Кишинский, Сергей Петрович, поручик 17-го драгунского Нижегородского полка. В эмиграции в Бессарабии.
12. Крупенский, Дмитрий Васильевич — корнет лейб-гвардии Конного полка. На 1929 год — в Сенегале (Дакар).
13. князь Кугушев, Иван Георгиевич (1894—1939) — корнет лейб-гвардии Конного полка, штабс-ротмистр ВСЮР. В эмиграции во Франции[128].
14. Кудрявцев, Геннадий Николаевич, умер в Сестрорецке в 1916 г.
15. Кукуранов, Лев Николаевич, служил в Министерстве торговли. В эмиграции в Китае.
16. Левашов, Андрей Александрович (?—1918) — штабс-капитан лейб-гвардии Преображенского полка, участник Белого движения. Погиб[128].
17. Лерхе, Роберт Германович (?—1919) — капитан лейб-гвардии Семеновского полка, участник Белого движения (марковец). Убит[128].
18. Муравьев, Николай Николаевич, служил в 15-м уланском Татарском полку. В эмиграции во Франции.
19. Озеров, Александр Сергеевич, подпоручик лейб-гвардии 4-го стрелкового полка. Убит в бою в 1916 г.
20. Ольхин, Петр Сергеевич, служил в Министерстве финансов. Умер до 1929 г.
21. князь Орлов, Николай Владимирович (1891—1961), поручик лейб-гвардии Конной артиллерии. В эмиграции во Франции.
22. Павлов, Павел Тимофеевич, ротмистр 12-го гусарского Ахтырского полка. Состоял при посольстве в Константинополе. Лицейский представитель в Турции.
23. Панин, Всеволод Иванович, умер в 1915 г.
24. Плеске, Дмитрий Эдуардович — капитан лейб-гвардии Семеновского полка, участник Белого движения. Умер от тифа в марте 1920 г. в м. Ярмолинцах Подольской губернии[128].
25. Плеске, Юрий Федорович, поручик полевой артиллерии. Умер в Петрограде в 1918 г.
26. Пржесмыцкий, Георгий Францевич, пропал без вести в Иностранном легионе на французском фронте.
27. Рейнбот (Резвой), Анатолий Анатольевич (1895—1919) — поручик лейб-гвардии 2-й артиллерийской бригады.
28. Рощаковский, Сергей Сергеевич. Умер до 1929 г.
29. Сабуров, Николай Васильевич, служил во 2-м конном Дагестанском полку. Умер в действующей армии в 1916 г.[155]
30. Скасырский, Ардальон Иванович — капитан лейб-гвардии Преображенского полка. В эмиграции во Франции[128].
31. Скасырский, Константин Иванович, штабс-ротмистр лейб-гвардии Гродненского Гусарского полка. Участник Добровольческой армии и 1-го Кубанского похода, ротмистр. Убит в 1920 г.[155][158]
32. Сольский, Семен Александрович, в Первую мировую служил в Броневых частях. В эмиграции в Уругвае. Лицейский представитель в Южной Америке.
33. Ушаков, Михаил Михайлович — штабс-капитан лейб-гвардии 4-го стрелкового полка. В эмиграции в Бессарабии.
34. фон-Фе, Александр Францевич (?—1919) — штабс-капитан лейб-гвардии Преображенского полка, участник Белого движения. Убит[128].
35. фон-Фе, Эдуард Францевич, штабс-ротмистр Крымского Конного Её Величества полка. В эмиграции во Франции.
36. граф Ферзен, Павел Николаевич (1894—1943) — сын графа Н. П. Ферзена, штабс-ротмистр Кавалергардского полка. В эмиграции в Италии[155].
37. Хлюстин, Михаил Николаевич, был чиновником особых поручений при Волынском губернаторе. В эмиграции в Югославии.

## 1916-й (LXXII)
1. граф Апраксин, Александр Матвеевич, в Первую мировую служил в Общедворянской санитарной организации. В эмиграции во Франции.
2. Бакич Бранко, капитан сербской армии, летчик, в Первую мировую — во французской армии[155].
3. Боткин, Юрий Евгеньевич (1896—1941) — сын лейб-медика Е. С. Боткина, капитан лейб-гвардии 4-го стрелкового полка, имел Георгиевский крест 4-й ст. В эмиграции во Франции[155].
4. Быков, Борис Петрович, служил в 2-м лейб-гусарском Павлоградском полку. В эмиграции во Франции.
5. Вейсман, Владимир Оттонович. В эмиграции во Франции.
6. Виркау, Георгий Карлович, служил в 2-м лейб-гусарском Павлоградском полку. Умер в Киеве 22 октября 1918 г.
7. Вуич, Вячеслав Николаевич (1896—1919) — штабс-капитан лейб-гвардии Преображенского полка, участник Белого движения на Восточном фронте. Убит[128].
8. Выджга, Станислав Станиславович, в Польше.
9. Гильшер, Георгий Георгиевич (?—14.06.1945), служил в лейб-гвардии Семеновском полку. В эмиграции в США[159].
10. Демидов, Андрей Порфирьевич, служил в штабе Казанского военного округа. В эмиграции в Югославии.
11. Дмитриев, Владимир Александрович, корнет лейб-гвардии Кирасирского Его Величества полка. В эмиграции во Франции.
12. Иорданов, Николай Павлович (1894—1925?) — сын П. В. Иорданова. Служил в Особенной канцелярии по кредитной части. Расстрелян.
13. Исаков, Сергей Сергеевич — капитан лейб-гвардии 4-го стрелкового полка, георгиевский кавалер. Участник Белого движения на Юге России, убит 2 октября 1919 г. под Киевом[155].
14. Каминский, Вениамин Павлович, служил в 2-м лейб-гусарском Павлоградском полку. Умер в Петрограде в 1919 г.
15. Козлов, Георгий Алексеевич, поручик лейб-гвардии Кирасирского Её Величества полка. Умер в Петрограде в мае 1917 г.[155]
16. Коптев, Дмитрий Васильевич, ротмистр лейб-гвардии Драгунского полка. В эмиграции во Франции[155].
17. Мейснер, Александр Алексеевич, служил в 12-м гусарском Ахтырском полку. В эмиграции в Литве.
18. Муромцев, Михаил Алексеевич — поручик лейб-гвардии Семеновского полка. В эмиграции в Германии, затем в Болгарии. Умер после 1938[128].
19. Оношкович-Яцына, Сергей Николаевич. В эмиграции во Франции.
20. Племянников, Олег Петрович. В эмиграции в Китае.
21. Рухлов, Олег Сергеевич, прапорщик 2-го лейб-гусарского Павлоградского полка. Умер в Петрограде 24 декабря 1917 г.
22. Савченко, Борис Владимирович, в Первую мировую служил в Обще-дворянской санитарной организации. Умер в Одессе в 1919 г.
23. Селихов, Федор Николаевич, поручик 2-й конной батареи. В эмиграции во Франции[155].
24. Смирнов, Михаил Иванович, ротмистр 12-го гусарского Ахтырского полка. В эмиграции во Франции[155].
25. Терещенко, Дмитрий Константинович, поручик Автоброневого дивизиона, имел Георгиевскую медаль 4-й ст. В эмиграции в США.
26. Тюмень, Темир Батыр. Умер до 1929 г.
27. граф Ферзен, Александр Николаевич (1895—1935) — сын графа Н. П. Ферзена, штабс-ротмистр лейб-гвардии Уланского Его Величества полка. В эмиграции во Франции[155].
28. Чубинский, Арсений Михайлович (?—1963) — присяжный поверенный. В Первую мировую — поручик гвардейской полевой артиллерии. В эмиграции в Югославии, затем в США. Доктор права[128].Николай Шувалов

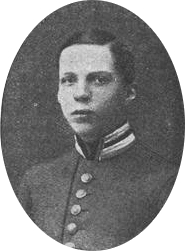
Николай Шувалов

29. Шебеко, Георгий Николаевич, штабс-ротмистр Кавалергардского полка. В эмиграции во Франции[155].
30. Шлейфер, Георгий Георгиевич — подпоручик лейб-гвардии Семеновского полка. В эмиграции в Бессарабии. Умер после 1938[128].
31. граф Шувалов, Николай Павлович — сын П. П. Шувалова. Вольноопределяющийся Кавалергардского полка, убит в бою под Каушеном 6 августа 1914 г. Посмертно награждён Георгиевским крестом 4-й ст.[155]
32. Энгельгардт, Игорь Вадимович — сын В. П. Энгельгардта. Подпоручик лейб-гвардии Семеновского полка, убит в бою у г. Двора Велицка на Стоходе 26 июля 1916 г.[155]

## 1917-й (LXXIII)
1. Азиков, Сергей Николаевич, поручик лейб-гвардии 2-й артиллерийской бригады. В эмиграции в Югославии[155].
2. Артамонов, Юрий Александрович — вольноопределяющийся лейб-гвардии Конного полка, активный участник операции «Трест»[155].
3. Бодиско, Евгений Александрович, умер в Нью-Йорке 7 декабря 1927 г.
4. Больто-фон-Гогенбах, Александр Гвидонович (1896—25 сентября 1972, Париж), вольноопределяющийся полка Офицерской кавалерийской школы. В эмиграции во Франции, писатель, журналист, лектор университета в Палермо (Италия)[160].
5. фон-Вальтер-Виттенгейм, Эрнест Эрнестович, гардемарин флота. В эмиграции в Латвии.
6. Ватаци, Дмитрий Эммануилович (1895—1978), сын Э. А. Ватаци, штабс-ротмистр 17-го драгунского Нижегородского полка. В эмиграции во Франции[155], скончался в Марокко[161].
7. граф Граббе, Николай Александрович, хорунжий лейб-гвардии Казачьего полка. Умер в Ростове-на-Дону в 1919 г.
8. князь Дабижа, Александр Александрович, поручик Татарского конного полка. В эмиграции в Германии[155].
9. Давыдов, Денис Дмитриевич (1894—1967), служил в МИДе, вольноопределяющийся Кавалергардского полка. В эмиграции во Франции.
10. Данилов, Влас Сергеевич, поэт. Умер в Могилеве в 1917 г.
11. Дуров, Александр Александрович, вольноопределяющийся лейб-гвардии Кирасирского Её Величества полка. В эмиграции во Франции[155].
12. Дьяков, Михаил Ипполитович. В эмиграции в Бессарабии.
13. князь Енгалычев, Василий Николаевич, состоял причисленным к МИДу. В эмиграции в Югославии.
14. Катков, Николай Михайлович, служил в Морском министерстве. В эмиграции во Франции[155].
15. Киселевский, Михаил Николаевич (?—1920) — поручик лейб-гвардии 1-й артиллерийской бригады, участник Белого движения. Убит[128].
16. Климонтович, Борис Николаевич, юнкер. Умер до 1929 г.
17. Лайминг, Борис Георгиевич, инженер. В эмиграции в США.
18. Лебедев, Иван Васильевич, ротмистр 3-го драгунского Новороссийского полка. В эмиграции в США.
19. Леонард, Сергей Александрович, в эмиграции в Бессарабии.
20. Малевский-Малевич, Андрей Николаевич, подпоручик лейб-гвардии Преображенского полка, убит в бою у с. Корытница 3 сентября 1916 г.[155]
21. Минут, Николай Михайлович, участник Первой мировой войны. В эмиграции во Франции[155].
22. Неклюдов, Михаил Петрович, юнкер Артиллерийского училища. Умер в Новочеркасске в ноябре 1917 г.
23. Охотников, Федор Михайлович (?—1928) — вольноопределяющийся лейб-гвардии Уланского Её Величества полка. В эмиграции в Швеции.
24. Ракович, Лаврентий Андреевич (?—1971) — корнет лейб-гвардии Кирасирского Её Величества полка, участник Белого движения. В эмиграции в Польше, затем в США[128].
25. Семенов, Михаил Александрович (1894—1965) — штабс-капитан лейб-гвардии Егерского полка, участник Белого движения. В эмиграции в Югославии, полковник РОА. После 1945 — в Бразилии[128].
26. Старицкий, Михаил Александрович, участник Первой мировой войны. В эмиграции в Бессарабии.
27. Сулима-Самуйло, Борис Леонидович, корнет, был прикомандирован к лейб-гвардии Кирасирскому Его Величества полку. В эмиграции в Румынии.
28. граф Татищев, Николай Дмитриевич, штабс-ротимстр лейб-гвардии Конного полка. В эмиграции во Франции.
29. Тиханович, Георгий Сергеевич, участник Первой мировой войны. В эмиграции во Франции.
30. Турцевич, Константин Константинович (1897—1925) — научный сотрудник Института экономических исследований, расстрелян 3 июля 1925 г. по «делу лицеистов». Его брат Николай расстрелян в Оренбурге в 1938 г.
31. Фрей, Артур Ричард, в Англии
32. Хвостов, Сергей Александрович, офицер 17-го гусарского Черниговского полка. Участник Белого движения в составе ВСЮР и Русской армии. Расстрелян в Ялте в ноябре—декабре 1920 г.[155][162]
33. Чаплиц, Борис Владимирович, корнет лейб-гвардии Гусарского Его Величества полка. В эмиграции во Франции[155].
34. барон Шиллинг, Эгон Альфредович, вольноопределяющийся лейб-гвардии Конного полка. В эмиграции в Латвии.
35. Шумахер, Александр Александрович (1896—1937) — остался в СССР. Репрессирован, расстрелян в 1937 году[163].

## Ускоренный выпуск 1917-го
1. Артамонов, Сергей Александрович, поручик лейб-гвардии Конного полка. Умер до 1929 г.
2. Базилевский, Юрий Александрович, служил в 12-м гусарском Ахтырском полку. В эмиграции во Франции[164].
3. Боткин, Борис Сергеевич, прапорщик лейб-гвардии Гусарского полка. Умер до 1929 г.
4. граф Велепольский, Владимир, служил в лейб-гвардии Преображенском полку. Убит в бою 15 июня 1916 г.
5. Воеводский, Александр Платонович, прапорщик лейб-гвардии Гусарского полка. В эмиграции во Франции.
6. Военский, Сергей Константинович, вольноопределяющийся лейб-гвардии Гренадерского полка. Иеромонах. Умер в 1926 г.
7. князь Волконский, Борис Дмитриевич, штабс-ротмистр 12-го гусарского Ахтырского полка. В эмиграции в США[164].
8. Голенищев-Кутузов-Толстой, Михаил Павлович, корнет армейской кавалерии. В эмиграции в Бельгии[164].
9. князь Дадешкелиани, Илломаз Оттарович, вольноопределяющийся лейб-гвардии Конной артиллерии. В эмиграции во Франции.
10. барон Дельвиг, Андрей Дмитриевич. В эмиграции в Китае.
11. Дубенский, Юрий Дмитриевич, прапорщик лейб-гвардии Кирасирского Его Величества полка. Умер в Одессе в апреле 1919 г.
12. Дурасов, Игорь Сергеевич, участник Первой мировой войны. В эмиграции в Китае[164].
13. Евецкий, Стефан, в Первую мировую служил в артиллерии. Умер до 1929 г.[164]
14. граф Илинский, Януш Чеславович, в Первую мировую — корнет 17-го драгунского Нижегородского полка. Затем — майор польского Генштаба, помощник польского военного агента в Париже[164].
15. Коншин, Вячеслав Алексеевич, подпоручик лейб-гвардии 4-го стрелкового полка. В эмиграции в Японии.
16. Косаговский, Николай Николаевич, прапорщик лейб-гвардии Гусарского Его Величества полка. В эмиграции в Италии[164].
17. Курис, Николай Иванович, прапорщик лейб-гвардии Гусарского Его Величества полка. В эмиграции в Австрии.
18. князь Масальский, Николай Николаевич, служил в полевой артиллерии. В эмиграции в Германии.
19. Мейер, Юрий Константинович (1897—1993, Вашингтон), корнет лей-гвардии Кирасирского Его Величества полка. Секретарь правления Лицейского объединения в Югославии[165].
20. князь Меликов, Сергей Николаевич, прапорщик лейб-гвардии Уланского Его Величества полка. В эмиграции во Франции.
21. Михалевский, Сергей Николаевич (?—16.11.1982), подпоручик лейб-гвардии Семеновского полка. В эмиграции в США[166].
22. Молоствов, Владимир Константинович, поручик 5-го гусарского Александрийского полка. В эмиграции в Харбине[164].
23. Мусман, Борис Сергеевич, вольноопределяющийся лейб-гвардии Кирасирского Её Величества полка. В эмиграции в США[164].
24. Навроцкий, Сергей Сергеевич — прапорщик лейб-гвардии Преображенского полка, убит в бою под Тарнополем 6 июля 1917 г.[164]
25. Понафидин, Иосиф Петрович (?—10.07.1971), в эмиграции в США[167].
26. князь Путятин, Александр Михайлович, подпоручик лейб-гвардии 4-го стрелкового полка. В эмиграции во Франции.
27. Ралгин, Дмитрий Николаевич, прапорщик лейб-гвардии Кирасирского Его Величества полка. На 1929 год — в Бельгийском Конго (Леопольдвиль).
28. граф Ребиндер, Генрих, В эмиграции в Германии.
29. барон Сталь-фон-Гольштейн, Алексей Алексеевич, участник Первой мировой войны. Умер в 1916 г.[164]
30. Стрельников, Александр Николаевич, поручик артиллерии. В эмиграции во Франции.
31. барон Типольт, Николай Николаевич (1897—?), служил в полевой артиллерии. В эмиграции в Японии[164].
32. Требинский, Аркадий Константинович (1897—10.03.1982), композитор. В эмиграции во Франции[168].
33. Филиппов, Алексей Сергеевич, прапорщик лейб-гвардии 1-й артиллерийской бригады. В эмиграции в Германии.
34. Филиппов, Юрий Сергеевич, в эмиграции во Франции.
35. Шабельский, Михаил Иванович, корнет лейб-гвардии Уланского Её Величества полка. Умер в Смоленской губернии в 1919 г.
36. князь Шаликов, Дмитрий Иосифович, вольноопределяющийся лейб-гвардии Конного полка. В эмиграции в Польше.
37. Шебеко, Вацлав Игнатьевич, участник Первой мировой войны. В эмиграции в Польше[164].
38. Щелкунов, Георгий Николаевич, подпоручик лейб-гвардии 1-й артиллерийской бригады. Умер до 1929 г.
39. Юматов, Николай Николаевич, поручик лейб-гвардии Кирасирского Её Величества полка. В эмиграции во Франции[164].
40. Юрша, Георгий Николаевич, прапорщик лейб-гвардии 1-й артиллерийской бригады. Умер весной 1918 г.

## «Дело лицеистов»
В 1925 году было сфабриковано специальное «Дело лицеистов». В ОГПУ Ленинграда называли его и «Делом воспитанников» и «Союзом верных», и, по первоначальному заголовку дела N 194 Б, «Контрреволюционной монархической организацией». В результате вынесенного приговора по степени тяжести обвинения обвиняемые были разделены на группы:
- Группа I (высшая мера наказания) — 27 человек, из них 11 лицеистов: Н. Н. Гераков (вып. 1910), кн. Н. Д. Голицын (вып. 1871), Б. П. Деларов (вып. 1910), В. Н. Забудский (вып. 1911), Н. П. Иорданов (вып. 1916), Н. К. Лялин (вып. 1910), Б. Э. Плеске (вып. 1907), А. С. Путилов (вып. 1896), К. К. Турцевич (вып. 1917), кн. П. П. Ухтомский (вып. 1905), М. В. Шильдер (вып. 1914)
- Группа II (10 лет лагерей) — 6 лицеистов: Н. В. Верховский, кн. Н. Н. Голицын, Н. Н. Медведовский (вып. 1907), А. А. Остен-Сакен (вып. 1894), А. А. Раевский (вып. 1906), Н. И. Тур (вып. 1878).
- Группа III (5 лет лагерей) — 7 лицеистов: В. А. Чудовский (вып. 1904)
- Группа IV (3 года лагерей) — 3 (?) лицеиста: А. П. Вейнер (вып. 1894), П. П. Вейнер (вып. 1898), Б. Н. Жеванов (вып. 1898), А. А. Пазухин (вып. 1904).
- Группа V (высланы на Урал с конфискацией имущества) — 7 лицеистов: П. Е. Рейнбот (вып. 1877) и др.
- Группа VI (высланы без права в 6 городах) — две жены лицеистов:
- Группа VII (отложено решение) — 2 человека, из них 1 лицеист: Г. В. Крупенский (вып. 1914)
- Группа VIII (освобождены) — 2 лицеиста: В. Ю. Горяинов (вып. 1914) и А. А. Красовский (вып. 1887)
- Группы IX и X — 2 человека: умерший на следствии директор лицея В. А. Шильдер и условно получивший 5 лет концлагерей А. Г. Грум-Гржимайло (вып. 1914).